# Peuple indogermanique nordique
Vous lisez un « bon article » labellisé en 2023.
Le peuple indogermanique nordique est un peuple mythique dont seraient issues les populations germaniques. Le postulat de l'existence de ce peuple originel est développé par les nationalistes dans les territoires allemands à partir du début du XIXe siècle et, à ce titre, suscite d'intenses recherches tant au XIXe qu'au XXe siècles. Les philologues, les ethnologues et les historiens allemands du XIXe siècle visent dans un premier temps par leurs recherches à mettre en lumière une origine orientale des populations germaniques. Puis, dans un second temps, ces chercheurs (ou leurs continuateurs) modifient l'axe de leurs travaux afin de démontrer l'origine nordique des populations et de la civilisation germaniques. Les résultats obtenus donnent rapidement lieu à une exploitation délibérée dans le débat sur la question de l'identité allemande qui fait rage pendant tout le XIXe siècle. 
À partir des années 1920, les résultats des recherches et des spéculations sur ce peuple hypothétique sont utilisés par les pangermanistes extrémistes que sont les nazis afin de revendiquer des territoires immenses pour la nation allemande, noyau d'un futur Reich Grand-Germanique. Ces territoires, que le Troisième Reich réclame en invoquant une occupation ancienne par des populations indo-germaniques, sont destinés à constituer l'« espace vital » du peuple grand-germanique, rassemblé autour de son noyau allemand, et à soutenir la politique du maintien de la « pureté de la race » aryenne, par une traque systématique des dépositaires des « gènes germaniques perdus », chers à Himmler.

## Peuples indo-européens et peuple indogermanique

### Naissance et diffusion des études indo-européennes

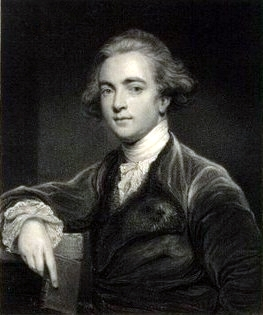
William Jones constate la proximité linguistique entre le sanskrit et les langues européennes, permettant le développement des études indo-européennes.

Dans les années 1780 un fonctionnaire anglais en poste aux Indes, William Jones, s'intéresse à la proximité linguistique entre le sanskrit et des langues européennes, vivantes ou mortes, comme l'anglais, le français, le latin ou le grec, dans un contexte européen d'engouement pour l'Inde. 
Toutes ces langues apparaissent proches les unes des autres, et le sanskrit constitue la plus ancienne d'entre elles ; il semble alors clair, d'abord à William Jones, puis aux linguistes et aux philologues du XIXe siècle que cette dernière constitue la langue originelle de l'ensemble des langues parlées en Europe, et que cette langue se serait diffusée au cours des migrations conquérantes de ses locuteurs.
L'idée d'une origine indienne des peuples de l'Europe occidentale connaît un rapide succès sur tout le continent européen et plus spécifiquement dans les pays de langue allemande, fortement marqués par une longue présence militaire et politique française.

### Innovations lexicales
Rapidement, les hypothèses de William Jones se diffusent, obligeant les savants à formuler de façon plus précises ses découvertes. 
Le terme « indo-germanique » au sens d'« indo-européen » a été inventé par Conrad Malte-Brun, un géographe d'origine danoise ayant travaillé à Paris et publié en français. Il l'utilise dans son Précis de la géographie universelle (1810) et est censé englober les langues indo-européennes dans leur répartition géographique sur le continent eurasien : avec l'indien comme la langue située le plus au sud-est et le germanique (islandais) comme le groupe linguistique indo-européen le plus au nord-ouest,. Il désigne alors les locuteurs de la langue indo-européenne originelle, lui conférant une dimension ethnique qu'il conserve jusque dans les années 1850. C'est alors sous l'influence concomitante de Gustav Klemm, auteur de l'ouvrage Histoire culturelle générale de l'Humanité, de Joseph Arthur de Gobineau et d'Adolf Bastian que le concept acquiert sa dimension raciale.
Popularisé par l'orientaliste d'origine prussienne Julius Klaproth, le terme « indogermain » est utilisé pour mieux décrire le groupe linguistique précédemment appelé « scythe ». Il apparaît pour la première fois sous sa plume en 1823 dans son ouvrage Asia Polyglotta,. L'hypothèse de l'origine orientale de la civilisation est rapidement appropriée par les Allemands : Hegel et Jacob Grimm par exemple, en proposent de nombreuses déclinaisons. 
Friedrich Schlegel crée en 1819 le terme Aryens, pour désigner les envahisseurs originaires d'Inde, à partir du sanskrit arya, traduit par noble. Cependant, cet engouement est en grande partie due à l'ignorance dans laquelle se trouvent les lettrés de l'époque, privilégiant alors un récit du mythe des origines à une trame plus ou moins lâche de suppositions.

### Translation vers le Nord

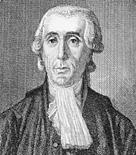
Jean-Sylvain Bailly est le premier à défendre la thèse de l'origine nordique des populations germaniques.

Au cours de la seconde moitié du XIXe siècle, l'hypothèse de l'origine indienne des populations germaniques est remise en cause et une translation s'opère : d'indienne, la race aryenne devient nordique, le Nord étant perçu comme la seconde matrice de la race indogermanique nordique. 
Cette thèse, développée dès la fin du XVIIIe siècle par Jean-Sylvain Bailly, rapidement marginalisée, est considérée comme peu sérieuse par les contemporains de l'astronome ; cependant, elle est popularisée en Allemagne dans les années 1920 et 1930 par Hans Günther, conférant, selon Johann Chapoutot, une visibilité académique à l'hypothèse nordique de l'origine de la civilisation européenne, en totale opposition avec l'hypothèse de l'origine asiatique qui prévalait jusqu'alors.

## Les Indogermains, mythe national-socialiste des origines

### Histoire et organisation sociale supposées

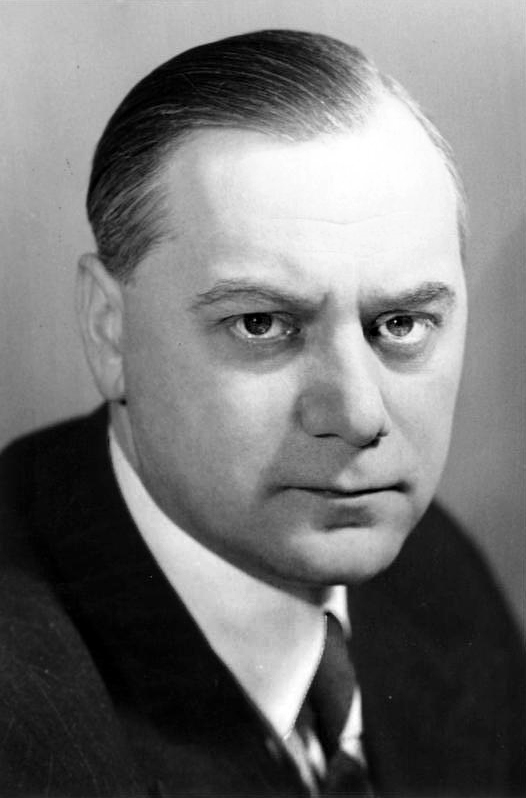
Alfred Rosenberg a développé dans ses écrits une vision personnelle de l'histoire des Indogermains.

La visibilité académique de la thèse nordiciste incite ses promoteurs à développer une vision de ce peuple hypothétique, propice à de multiples recherches qui se veulent scientifiques[réf. souhaitée]
Peuple cherchant un territoire à mettre en valeur, les Indogermains se seraient déplacés par vagues. Les archéologues allemands identifient quatorze de ces vagues. Parallèlement à cette hypothèse, les anthropologues et les hommes politiques nazis, Alfred Rosenberg, Richard Darré, Wilhelm Frick développent plusieurs théories de l'histoire des populations indogermaniques, reprises ou non dans les manuels scolaires de la période.
Ainsi, en 1937, dans un discours prononcé à l'université de Lübeck, Alfred Rosenberg dresse un tableau de l'histoire des peuples indogermaniques nordiques, tout en mettant en pièces l'hypothèse d'une origine asiatique : à ses yeux, les Aryens seraient un peuple originaire du nord de l'Europe, plus précisément de la région de Lübeck, et auraient étendu leur aire d'installation par vagues de peuplement dans l'ensemble de l'Ancien Monde. Rosenberg défend certes l'hypothèse de l'origine nordique, mais se montre incapable de ne pas mentionner des recherches sur une éventuelle origine atlante des Indogermains. Durant les années 1920 et 1930, les spéculations sur l'origine atlante des populations aryennes sont nombreuses, encouragées par Himmler en personne, l'archipel de Heligoland revenant à de nombreuses reprises dans ces réflexions. Cependant, cette théorie est rapidement écartée, malgré l'insistance du Reichsführer, et demeure largement spéculative, essentiellement en raison du manque de preuves,.

#### Un peuple d'agriculteurs sédentaires

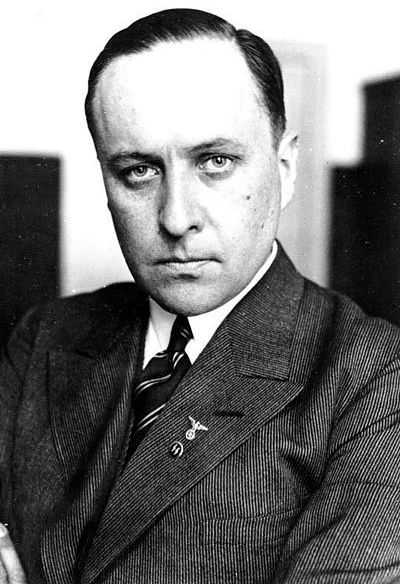
Richard Darré affirme que les peuples indogermaniques nordiques sont des agriculteurs sédentaires, se déplaçant à la recherche de nouvelles terres.

Richard Darré, auteur völkisch de La Paysannerie comme source de vie de la race nordique, reprend la thèse d'une population sédentaire installée sur des terres conquises lors de migrations et de guerres successives. Conquérants, ils seraient partis du sud de la Suède ou du nord de l'Allemagne à la conquête du pourtour méditerranéen. Définissant les Indogermains comme une population à la fois sédentaire et agricole, mais à la recherche de terres à cultiver, Darré justifie cette contradiction, la sédentarité d'une part, et les migrations à la recherche de terres d'autre part, en proposant une interprétation personnelle du rite du ver sacrum. Le ver sacrum, au départ simple offrande de fruits printaniers, serait, à l'origine, un rite de migration romain directement hérité de rites nordiques, comme il le déduit de la comparaison entre les calendriers agraires scandinave et romain. À l'origine peuple de guerriers agriculteurs, les Indogermains seraient ainsi devenus des nomades par nécessité : en effet, constamment à la recherche de terres à mettre en valeur par l'agriculture, les Indogermains se seraient tenus à l'écart des villes, lors des migrations doriennes, puis lors des migrations germaniques de la fin de l'Antiquité. Les populations indogermaniques nordiques, les Doriens et les Germains, auraient privilégié une installation champêtre, durable, laissant les villes aux populations déjà installées. Corollaire du Ver sacrum victorieux, selon Darré, la prise de possession du sol se double de la réduction en esclavage des populations autochtones, selon le modèle spartiate.
Selon Hans Günther, surnommé « Rassengünther » (Günther La Race) par les SS, l'arrivée de populations indogermaniques nordiques sur un territoire se manifesterait par la coexistence de multiples influences artistiques. Ainsi, différentes formes d'art cohabiteraient : certaines, nobles, comme la sculpture, auraient été utilisées par les conquérants pour répandre les canons esthétiques indogermaniques-nordiques, d'autres moins nobles, comme l'artisanat ou la poterie, auraient connu une pratique continue des populations installées de longue date sur ces territoires et soumises par les conquérants nordiques.

#### Un peuple conquérant
Selon les idées développées par les idéologues raciaux, le peuple indogermanique nordique, en étendant son territoire, obéit aux lois de l'humanité. En effet, le devoir d'un peuple serait à leurs yeux de se multiplier, et, pour faire face à cet excédent démographique, d'étendre les territoires qu'il contrôle, le plus souvent dans un premier temps par la colonisation agraire, puis, dans un second temps, par la mise en place de sociétés sensibles aux arts, réalisant des chefs-d’œuvre appelés à perdurer à travers les siècles.
Les intellectuels du NSDAP ne sont pas les seuls à proposer une histoire de cette mythique et hypothétique population germanique originelle. Ainsi les manuels scolaires et universitaires de la période, destinés à la jeunesse promise à la participation au second conflit mondial, reprennent les reconstructions historiques des intellectuels nationaux-socialistes et brossent un tableau saisissant de l'Histoire supposée des Indogermains. Ils enseignent que durant l'âge du bronze, au Ve millénaire av. J.-C., les premières vagues de migration indogermaniques nordiques auraient été attestées en Afrique et en Mésopotamie, les Mèdes, les Perses et les Hittites appartenant, selon Wilhelm Frick, au rameau indogermanique, ainsi que les Sumériens.
L'histoire antique, grecque et romaine, retient ainsi toute l'attention des théoriciens de l'existence des peuples indogermaniques nordiques. Ainsi, en 1935, Wilhelm Sieglin, anthropologue à l'université de Berlin, affirme, dans un ouvrage abondamment repris par les SS, que la race indogermanique a conquis le monde. Selon lui, les territoires grecs auraient connu au moins deux vagues de migration et d'installation de populations indogermaniques, vagues d'installation confirmées selon lui par de nombreuses traces archéologiques. La première correspondrait à l'installation des Achéens sur les territoires grecs, vers 1800 av. J.-C. et la migration des populations doriennes vers 1200 av. J.-C., constituerait la seconde. Sieglin dresse également un inventaire des attributs capillaires des dieux et personnages historiques grecs et romains : cet inventaire lui permet d'étayer la conclusion de l'origine nordique des Romains et des Grecs de l'Antiquité. Souhaitant lui aussi proposer un recensement des personnages antiques, mythologiques ou non, et de leur origine indogermanique, Günther assimile Pénélope aux Walkyries, intégrant ainsi à la mythologie nordique, et donc aux peuples indogermaniques nordiques, la figure de l'épouse du roi d'Ithaque, Ulysse.

#### Une société inégalitaire
Les chercheurs nazis, directement inspirés par la vision de Gustaf Kossinna, postulent que la société indogermanique nordique aurait été profondément inégalitaire, comme semblerait le confirmer la découverte de « tombes princières » au centre de l'Allemagne. Selon les chercheurs de l'Ahnenerbe, cette organisation sociale spécifique aurait même constitué le révélateur de la présence de populations indogermaniques nordiques sur tous les territoires qu'ils étudient. Selon ces chercheurs, l'organisation sociale des populations nordiques, si elle est précisément définie, ne repose pas sur un droit écrit, la norme venant du Volk.

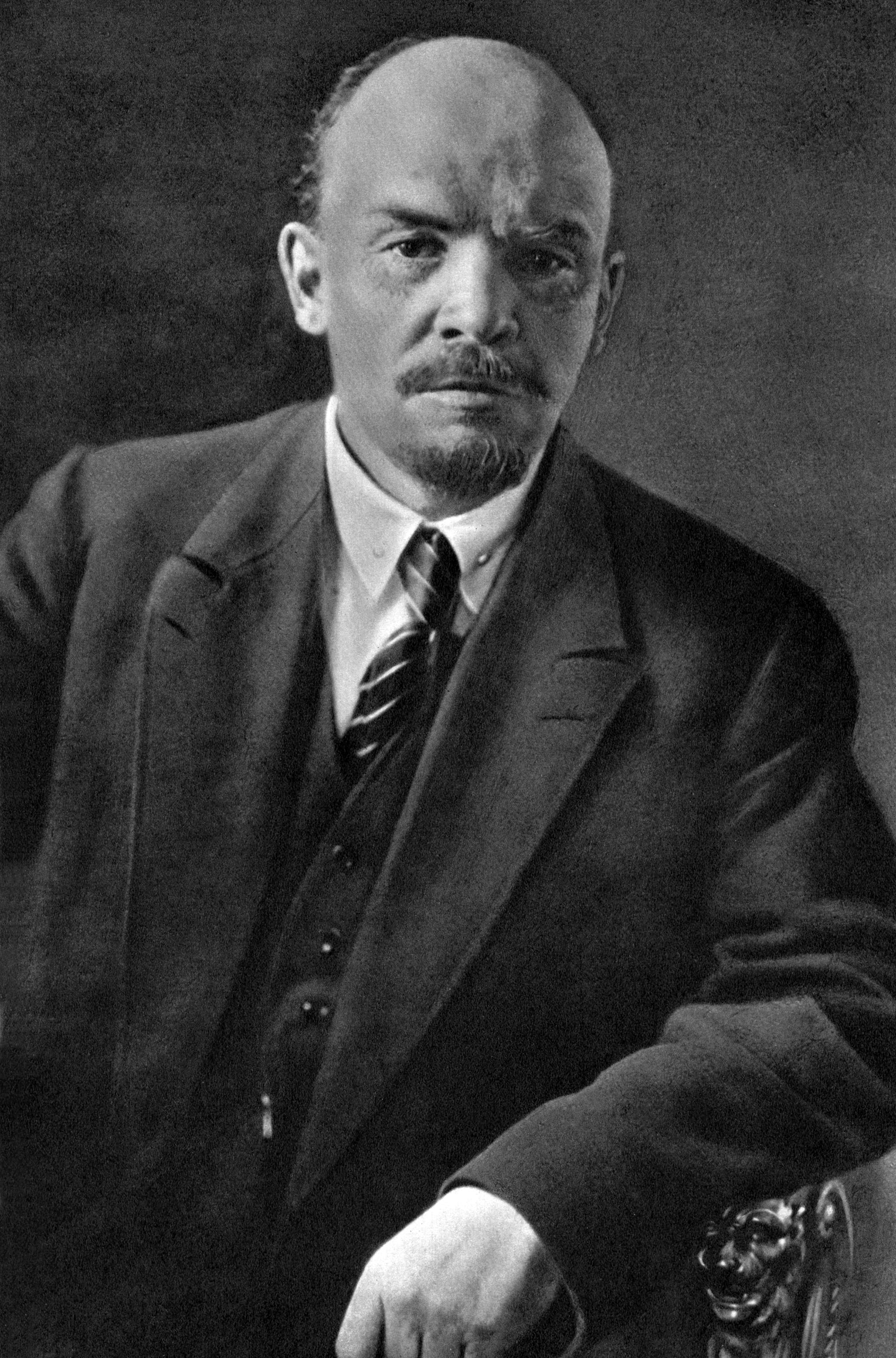
Selon Himmler, Lénine, ici en 1920, serait un descendant des princes envoyés pour régenter les communautés agricoles de l'âge du bronze.

Ainsi, au sommet de cette société organisée en castes, ces princes de l'âge du bronze, des « Führer », auraient ainsi régné sur de vastes communautés agricoles. Selon Heinrich Himmler, certains de ces princes auraient été appelés par des populations non indogermaniques nordiques, pour en être les chefs, et se seraient noyés dans ce que Himmler appelle « ce chaudron de peuples composés de millions de sous-hommes ». Parmi la descendance de ces princes se trouveraient, selon ce dernier, les grands chefs asiatiques, Attila, Gengis Khan, Tamerlan, Lénine et Staline. Ces derniers, issus de « bâtards raciaux », représentent, selon le Reichsführer SS, une très grande menace qui pèse sur le peuple allemand, la seule qui puisse s'opposer victorieusement aux objectifs du Volk germanique : en 1942, Himmler se livre d'ailleurs à un examen racial de Gengis Khan, affirmant qu'il était grand et roux, deux caractéristiques physiques censées attester de son ascendance germanique. Ils sont les seuls chefs capables, aux yeux du Reichsführer SS, de mener les Indogermains à leur perte, car possédant des caractères raciaux nordiques. Ils possèdent en eux des fragments de sang indogermanique nordique, dont les dépositaires seraient, selon les affabulations de Himmler, seuls capables d'organiser des États, de commander des peuples et de « vaincre » le Reich. Pour Himmler, ces personnages et leurs réalisations constituent la preuve de l'existence d'une caste dirigeante indogermanique nordique parmi les peuples slaves et asiatiques.

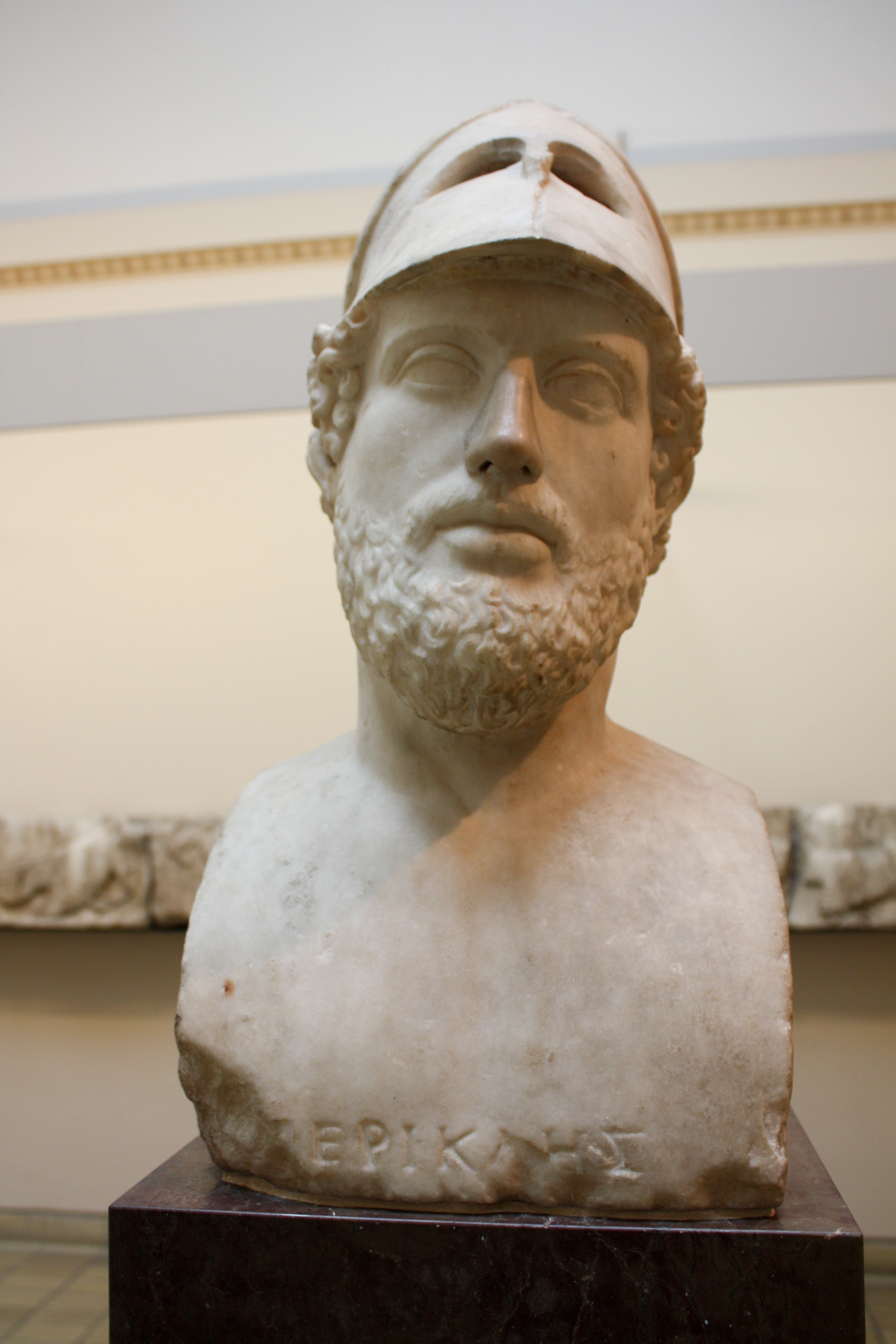
L'Athénien Périclès constitue un modèle nordique, selon le théoricien Fritz Schachermeyr.

Ces chefs envoyés auprès de populations inférieures seraient en réalité les propres chefs, les « Führer », des populations nordiques : selon Fritz Schachermeyr, le chef nordique serait une « individualité exceptionnelle », un idéaliste inspiré, un artiste. Périclès, mais aussi d'autres hommes politiques antiques, constitue l'un des modèles de chef nordique, souhaitant intégrer l'ensemble de la communauté raciale au corps politique de la cité : cette intégration au sein du corps politique se fait au moyen d'institutions politiques démocratiques, relues à l'aune de cette philosophie politique holiste. Périclès constitue ainsi un modèle, un exemple à suivre pour les idéologues du NSDAP : avec Phidias, il semble constituer un modèle, aux yeux de Helmut Berve, de la relation que doit entretenir le Führer nordique et l'artiste, modèle que tente de reproduire Hitler avec Albert Speer.
Selon Darré, qui se retranche derrière les ouvrages de Hans Günther, la société indogermanique aurait également connu une organisation patriarcale et patrimoniale, comme l'attestent la place du foyer au cœur de la maison et la domination du pater familias. Ces éléments d'organisation sociale constituent, pour Darré, autant de preuves supplémentaires du lien de parenté entre les populations grecques, romaines et germaniques, populations organisées en sociétés patriarcales.
L'organisation supposément patriarcale des Indogermains ne constitue pas le seul axe de réflexion des chercheurs nazis qui traquent les manifestations culturelles hypothétiquement indogermaniques dans la culture européenne. Souhaitant lier la politique nazie de conquête de l'espace vital et cette population, un intérêt tout particulier est accordé aux pratiques religieuses.

#### Une religiosité spécifique

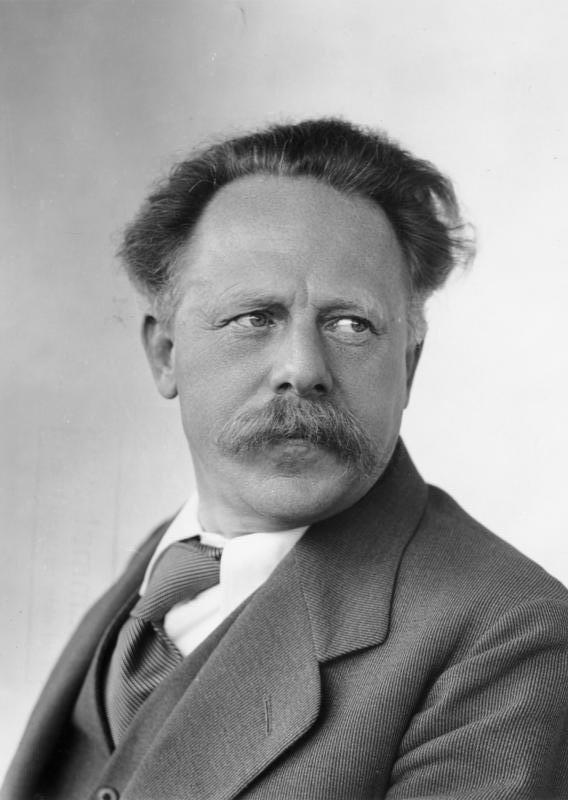
Jakob Wilhelm Hauer définit la religion du peuple indogermanique comme contemplative.

En effet, le peuple indogermanique nordique se serait doté de formes de religiosités spécifiques, exaltant, non seulement le chef, mais encore la nature dans le cadre de croyances panthéistes et en l'éternité de l'âme. Selon les intellectuels promoteurs de l'idée nordique, Günther, Claus, Hauer, les religions constituent une expression de la race et de la biologie raciale.
En matière religieuse, selon Jakob Wilhelm Hauer et le mouvement de la foi allemande, mouvement croyant ayant connu un essor rapide dans les premières années du Troisième Reich, les Indogermains auraient pratiqué une religion contemplative et panthéiste, défendant la réincarnation et d'une grande proximité avec la nature. Selon Hauer, les Indo-Germains auraient été les promoteurs d'une religion faisant de la vie et de la nature une émanation de la divinité. Ainsi, dans cette filiation Hans Günther érige le Germain en individu en harmonie avec la nature, qu'il ne cherche pas à brusquer.
Hans Günther pense, lui, pouvoir mettre au jour la piété nordique originelle en se livrant à une étude comparative des textes des religions grecque, romaine, ou du Bhagavad-Gita. D'autres, encore, notamment Hermann Wirth, s'intéressent aux représentations laissées sur les pierres de tumulus situés en France, celui de Glozel, celui de Gravinis, ou encore les mégalithes bretons, et tentent d'en déduire la nature de la religion des peuples indogermaniques-nordiques originels. Dans les années 1930, Hermann Wirth, chercheur allemand, mais aussi acteur de la Westforschung, approche pluridisciplinaire visant à justifier de façon scientifique les prétentions allemandes sur des territoires français de plus en plus étendus, s'intéresse aux représentations du cairn de Gravinis et du tumulus de Glozel. Wirth, à l'issue de ces recherches, développe sa conception de la religiosité des populations indogermaniques nordiques. Selon Wirth, les cultes indogermaniques originels seraient ordonnés autour d'une cosmologie solaire et de l'interprétation symbolique des différentes positions du Soleil au fil de l'année.
Hans Günther, dès 1934, expose lui aussi sa vision de la religiosité nordique ; pour lui, la proximité entre les dieux et les hommes constitue la principale caractéristique de la religion nordique, dans le cadre d'une religion tolérante et non prosélyte. Selon Zschaetzsch ou List, la religion originelle de la population nordique originelle aurait été transmise par une chaîne d'initiés secrets, parmi lesquels le Christ, les Templiers ou les Rosicruciens.
Himmler, quant à lui, développe l'idée que les Indogermains auraient cru à l'unité du vivant et respecté la vie dans toutes ses formes. Dans le cadre de cette recherche de la religiosité originelle des Indogermains, Himmler ne cache pas sa fascination pour les moines tibétains, descendants supposés de populations indogermaniques ayant émigré en Asie durant la Préhistoire, et fait étudier les rapports entre l'Homme et l'animal en Inde et au Tibet, afin d'éclairer la parenté entre les Tibétains et les Allemands.
Mais la religiosité primitive supposée du peuple nordique originel, inventée de toutes pièces par Hauer et Günther ne constitue pas le seul centre d'intérêt de la recherche allemande. Ainsi, les promoteurs de l'existence du peuple indogermanique accordent une grande place à l'analyse des religions grecque et romaine, et tentent d'établir non seulement des correspondances entre la religiosité indogermanique et la religiosité gréco-romaine, mais aussi des parallèles avec l'histoire supposée des populations indogermaniques nordiques.
Ainsi, la religion gréco-romaine est présentée, par les promoteurs de l'hypothèse nordiciste, de manière à la rendre compatible avec la religiosité des peuples indogermaniques nordiques. Karl Kynast, philosophe et historien de l'art, oppose en 1927 deux dieux de la mythologie grecque : le premier, Apollon étant présenté comme un dieu nordique de la lumière, de l'intelligence et de la maîtrise, et le second Dionysos qui serait un dieu asiatique de la nuit et de la transe. Mais cette opposition entre Apollon et Dionysos se manifeste aussi dans la manière d'invoquer le dieu.
Une pratique rituelle des Indogermains intéresse particulièrement les chercheurs nazis, celle du ver sacrum, rite romain d'origine sabine. Richard Walther Darré, l'un des promoteurs du Generalplan Ost, dans son ouvrage La Paysannerie comme source de vie de la race nordique, présente ce rituel comme un moyen de recruter des colons pour fonder une autre cité, ceux-ci ayant été voués, dans des circonstances graves, au dieu Mars. Dans le cadre supposément agraire dans lequel ces populations auraient évolué, la pratique du ver sacrum serait destinée à utiliser les excédents de population dans des actions de conquête et de colonisation de territoires voisins. Selon Darré, le rite romain du ver sacrum aurait lieu au printemps, soit la période qui s'étire du mois de mars au mois de mai, période qui correspond à la période idéale pour l'émigration dans le berceau originel des populations indogermaniques, le sud de la Suède, les autres mois de l'année étant des mois de dormance hivernale ou d'activité agricole estivale. Selon Darré, cette concordance temporelle entre le ver sacrum romain et la période de migration au sud de la Suède démontre l'origine nordique et indogermanique des populations italiques qui ont fondé Rome. Aux yeux de ce dernier, la période durant lequel se déroule ce rite romain correspond à un héritage de la période archaïque nordique. Ainsi, ce rite commémorerait les migrations originelles qui ont conduit des Indogermains, à la suite d'une migration printanière, jusque dans le Latium.

### Un seul ennemi, à l'Est
L'opposition entre un Apollon indogermanique, dolichocéphale, et un Dionysos asiatique, brachycéphale, constitue la partie mythologique du conflit racial qui opposerait depuis des temps immémoriaux les peuples indogermaniques, nordiques, aux populations asiatiques, orientales. L'histoire de l'Europe est ainsi revisitée avec le prisme déformant d'une histoire raciale : à la suite des affirmations de Hitler, un fascicule de formation du Parti national-socialiste des travailleurs allemands de 1942 affirme que les Indogermains auraient été poursuivis par « 6 000 ans de haine juive ».

#### Darwinisme social à l'échelle d'une population
Cet affrontement entre les Indogermains et les Juifs, entre deux races différentes, constitue, selon Adolf Hitler, la principale loi de l'histoire. Pour ce dernier, les races humaines luttent entre elles pour s'assurer, au sein d'une conception malthusienne du monde, leur conservation et leur reproduction au sein d'un monde fini. Dans la conception nazie du monde, les deux races adverses seraient la race aryenne, indogermanique, nordique et la race juive, sémitique, orientale.
Dans cette lutte des races, le mélange racial entre populations issues de races différentes constituerait l'arme la plus sournoise. Selon la doctrine nazie, les Grecs, comme les Romains, auraient échoué comme champion de la cause nordique dans la guerre des races opposant les Indogermains et les Sémites en autorisant un mélange des deux races. Hitler, mais aussi les intellectuels nazis, lient explicitement pureté raciale et puissance politique : selon Hitler (du moins l'assène-t-il dans ses propos privés du 12 novembre 1941), les Orientaux n'auraient pu mener à bien leur conquête de l'Europe que parce qu'ils ont eu à combattre des États racialement affaiblis.
Cette opposition entre les Indogermains et les Orientaux découlerait de deux modes de vie différents, de deux Weltanschauungen différentes. L'adversaire du paysan sédentaire indogermanique est avant tout un nomade. Selon Richard Darré, le nomadisme s'inscrit dans la culture asiatique : les Sémites seraient incapables de cultiver la terre. Les Sémites ou les Asiatiques, selon ce dernier, mèneraient une existence nomade, faite de pillages des ressources des territoires sur lesquels ils se seraient successivement installés et de razzias sur les territoires voisins.

#### Un conflit multiséculaire

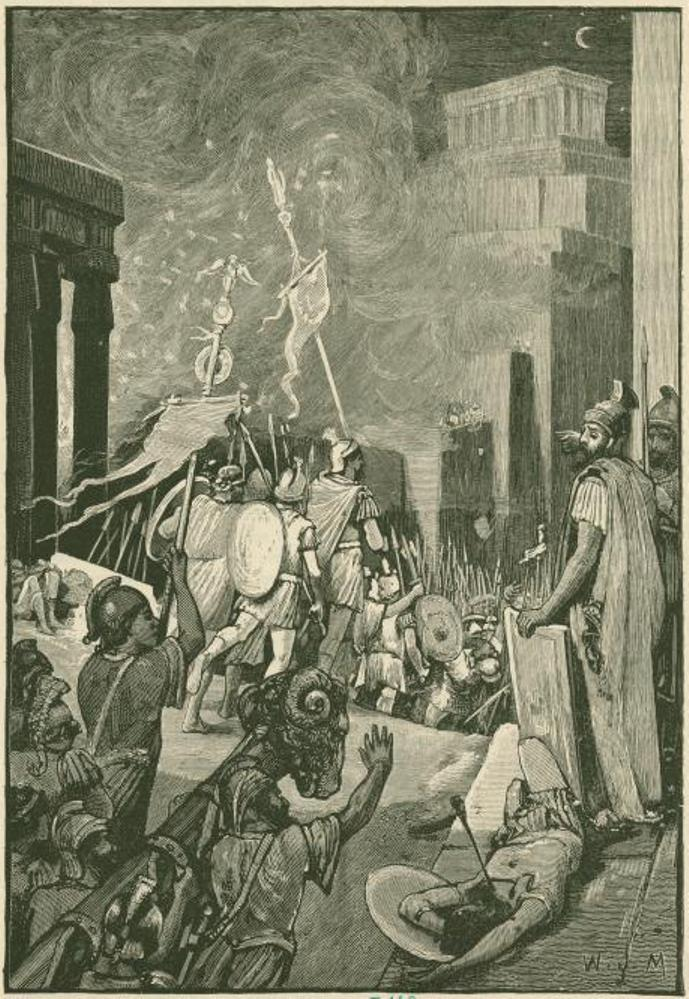
Selon Alfred Rosenberg, la prise de Carthage par les Romains constitue une victoire partielle des Indogermains sur les Asiatiques.

À cet adversaire protéiforme, identifié au fil des siècles aux Perses, aux Ioniens, aux Athéniens, aux Carthaginois, aux Huns, aux Arabes vaincus en 732, aux Hongrois, aux Mongols et aux Judéo-bolcheviks, le dernier avatar, mais, selon Hitler, le plus dangereux d'entre tous, les populations européennes et indogermaniques, auraient asséné quelques défaites retentissantes, de la prise de Carthage à l'attaque de l'Union soviétique en 1941.
Selon l'ensemble des théoriciens nazis, derrière cet adversaire protéiforme et oriental, se trouverait l'ennemi par essence des Indogermains, l'Oriental, incarné par la figure du Juif, aussi vicieux et malfaisant que le nordique est bon. Ce dernier serait le principal responsable des défaites raciales essuyées au fil des siècles par les conquérants indogermaniques. Ainsi, selon Rosenberg, ces deux mêmes adversaires s'affronteraient depuis le fond des âges. Dès les premiers siècles de la Rome archaïque, les peuples orientaux, organisés dans le cadre de sociétés matriarcales, notamment les Étrusques, auraient menacé Rome : en effet, les Étrusques seraient des Asiatiques, vecteurs de vices et de corruption, ayant souhaité imposer aux Romains, nordiques, une organisation matriarcale,. Puis, les Grecs, rameau de la race indogermanique nordique, essuient une sévère défaite raciale face aux populations asiatiques durant la période hellénistique,. À la suite de cette défaite raciale, la République romaine, nouveau champion de la cause indogermanique nordique, connaît son heure de gloire : le premier (chronologiquement) ennemi asiatique, que la République rencontre dans son expansion, aurait pris la forme de la thalassocratie carthaginoise, dotée d'un caractère sémitique fortement marqué, selon Fritz Schachermeyr. Dans cette perspective, Alfred Rosenberg propose une vision raciale du discours de Caton l'Ancien, appelant le Sénat à détruire Carthage, déclarant que ce n'est pas une cité-État qu'il faut détruire, mais un rameau de la race sémitique. De même, selon Joseph Vogt, coordinateur d'un ouvrage collectif publié en 1943, les guerres puniques deviennent une confrontation raciale entre Rome, cité indogermanique, et Carthage, cité phénicienne, donc sémite : les conflits entre Rome et Carthage apparaissent à ses yeux comme des guerres d'extermination raciale. De même que Caton a appelé à la destruction raciale de Carthage, Tullus Hostilius aurait mis un terme à la présence étrusque à Rome, cause de dépravation physique et morale du peuple romain, en instaurant la République. Les manuels scolaires parus en 1938 dans le Reich insistent sur cette vision raciale de l'histoire romaine et propose une lecture raciste et antisémite des conflits orientaux dans lesquels intervient Rome à partir du début de IIe siècle av. J.-C..
Cependant, cette confrontation n'aboutit pas sur une victoire totale de la race nordique sur ses concurrents sémitiques : en 1945, Joseph Goebbels regrette que l'avantage obtenu par Rome lors de la troisième guerre punique n'ait pas été poussé à son terme, les guerres de Vespasien et Titus étant arrivées, à ses yeux, trop tardivement. Les arguments exprimés tardivement par Goebbels reprennent les conclusions exprimées plus précocement : tous les chercheurs et hommes politiques nazis s'accordent ainsi pour considérer les guerres menées par Vespasien et Titus comme un tournant dans la lutte menée par les Indogermains contre les Sémites. À partir de la destruction du Temple de Jérusalem, les Juifs auraient pris conscience de leur incapacité à affronter ouvertement des armées constituées par des soldats d'origine indogermanique nordique et auraient privilégié, à partir de ce moment, la fourberie et le complot à l'affrontement direct. Cependant, l'usage de procédés déloyaux par les populations asiatiques ne remonte pas au règne de Vespasien, mais serait répandu depuis la plus haute Antiquité dans les populations phéniciennes. Hans Oppermann définit ainsi la race juive comme un conglomérat de populations originaires d'Asie Mineure et de Phénicie et définit les rapports entre les Juifs et Rome, à la fois ville, empire, construction étatique et champion des Indogermains, comme des rapports de haine, « abyssale ». De même, proposant une lecture raciale et antisémite du Livre d'Esther, et faisant des massacres de Perses des « pogroms d'Aryens », l'historien Ferdinand Fried déclare que les peuples asiatiques refusent de se soumettre à l'ordre établi.

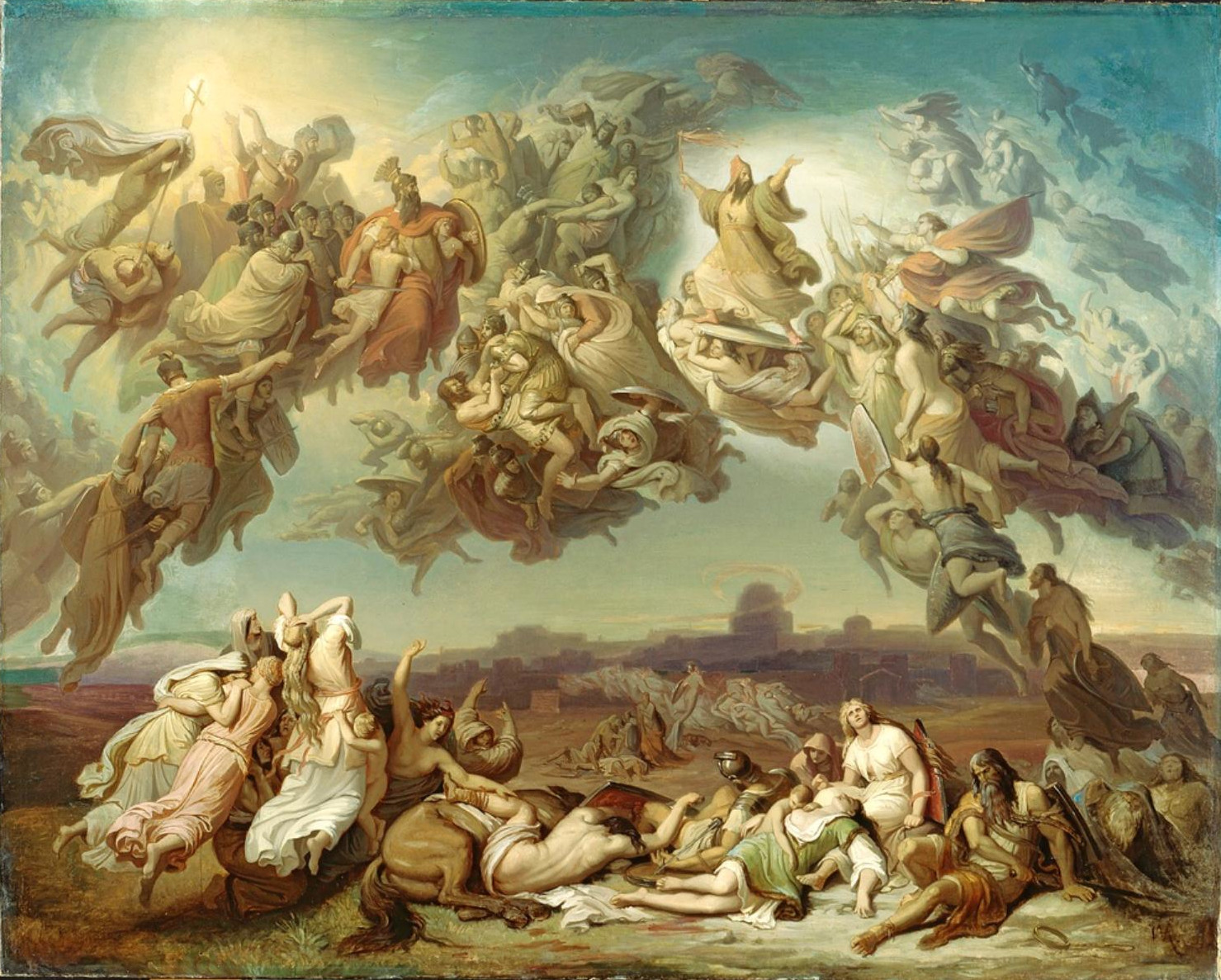
Die Hunnenschlacht (« La Bataille des Huns »), peinture de Wilhelm von Kaulbach, présente la bataille des Champs Catalauniques comme une gigantomachie

Cette lecture raciale tend à se généraliser à partir de 1941. Hitler lui-même, dans un discours devant le Reichstag, définit la guerre de l'Est, comme l'aboutissement de ce conflit multiséculaire, présentant les unités engagées face à l'Armée rouge comme successeur des Romains et des Germains alliés face aux Huns ; au cours du conflit, il multiplie les assimilations entre les unités soviétiques engagées de plus en plus profondément sur le sol allemand et l'armée d'Hannibal menant des opérations sur le territoire de la République. Himmler, de son côté, développe le thème de l'ennemi asiatique de la race indogermanique, ennemi renforcé par l'utilisation d'une idéologie, le bolchevisme, en totale opposition avec les fondements de la germanité, selon Himmler. Au cours du conflit, la maison d'édition de la SS propose des fascicules reprenant cette thématique. Celui intitulé Der Untermensch (Le sous-homme) propose une illustration inspirée de l'Apocalypse : trois cavaliers, synthèse graphique des représentations des Huns, des Tatars et des Hongrois cruels et laids chargent des femmes et des enfants. En 1943, un autre fascicule, intitulé Das Reich und Europa (Le Reich et l'Europe), insiste sur la continuité du conflit qui aurait opposé la race indogermanique aux populations asiatiques. Himmler ne se contente pas d'autoriser la publication de ces ouvrages, il en diffuse les thèses dans ses discours à des unités SS : le 13 juillet 1941, puis le 22 novembre 1942, le Reichsführer SS établit un lien de parenté entre les Soviétiques et les Huns battus en 451.
L'issue de ce conflit multiséculaire ne doit pas faire de doute, aux yeux des théoriciens du nazisme : dans ce combat racial, les champions des populations indogermaniques défendent la civilisation et les possibilités d'essor culturel tandis que les populations asiatiques ne peuvent qu'apporter le déclin et la destruction.

#### Du christianisme au bolchevisme, une filiation ininterrompue
Dans ce combat mutliséculaire, les populations asiatiques auraient utilisé le christianisme, du « pré-bolchevisme », du « bolchevisme métaphysique » selon Hitler, pour miner les fondements de la société nordique. Afin de mettre en valeur cette prétendue filiation, Hitler et ses proches, insistant sur l'origine juive de Paul et de Marx, développent l'idée que le bolchevisme, comme le christianisme, se veut internationaliste et égalitaire.
Dans ce domaine, Hitler se rapproche de Günther et des nordicistes. Selon Günther (mais il n'est pas le seul), le christianisme aurait nié les fondements de la religiosité nordique. Le christianisme constitue, aux yeux des tenants du nordicisme, l'antithèse de ce que doit être la religion nordique qu'ils appellent de leurs vœux : pour Günther, dans son ouvrage sur la piété nordique, l'Indogermain-Nordique est l'égal du dieu lorsqu'il prie debout le regard tourné vers le haut, alors que le chrétien, comme le juif, prie, terrifié, son dieu à genoux, le regard vers le bas. Le fidèle étant l'égal du dieu qu'il vénère, il n'a pas non plus besoin d'un intermédiaire entre son dieu et lui ; la hiérarchie ecclésiale constitue, aux yeux de Günther, une preuve de plus du caractère attestant le caractère oriental, « désertique », du christianisme.
De même, Hitler, le  21 octobre 1941, met en parallèle Paul et Marx, qu'il appelle respectivement Saul et Mardechai, du nom du père de Marx. Paul représente ainsi, aux yeux de Hitler, un précurseur du bolchevisme : à ses yeux, le message de Paul a abouti à la mobilisation de la plèbe contre ses dirigeants nordiques.

### Divergences au sein du nazisme
Si les Nazis développent une même conception de l'adversaire du peuple indogermanique, ils sont cependant divisés au sein du NSDAP sur ce que ce peuple et son Histoire représentent au sein de la doctrine nazie.

#### Hans Günther, le maître à penser nordiciste

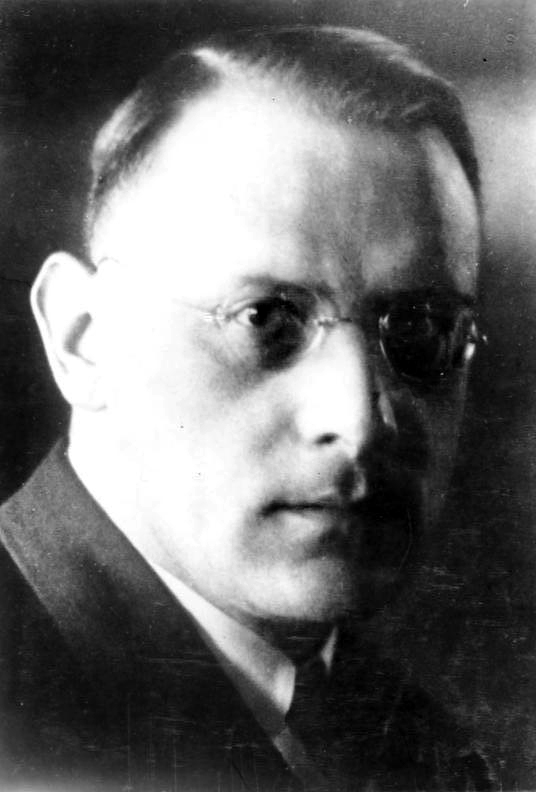
Hans Günther, surnommé par les SS, Hans RassenGünther (Günther la Race), promoteur de l'hypothèse nordiciste des origines des Indogermains.

Ainsi, dans les années 1920, la thèse de l'origine orientale des Allemands est remise en cause par Hans Günther, qui assure le succès de ses idées grâce au soutien d'une partie du NSDAP et à ses publications, à visées didactiques, très largement diffusées,. 
Soutenu par les promoteurs de la raciologie médicale et par l'Ahnenerbe, il affirme que les populations indogermaniques ne seraient pas originaires de l'Orient mais du nord de l'Europe,. Selon lui, l'idée d'une migration des élites indogermaniques nordiques durant les IVe et IIIe millénaires av. J.-C. n'est pas valide, aucun matériau ne venant étayer cette théorie, dont il conteste le bien-fondé dès 1929. Pour lui, et pour Hitler surtout, toute civilisation provient du nord de l'Europe,. Rapidement, par son prestige auprès des chefs nazis, par ses très nombreuses publications et par l'acharnement avec lequel il expose ses idées, il impose sa thèse de l'origine nordique de tous les peuples conquérants. Günther et ceux qu'il influence, qui sont tous des propagandistes antichrétiens virulents, réfutent l'idée d'une origine méditerranéenne et asiatique de la civilisation, principalement en raison de son origine vétérotestamentaire.

#### Le nordicisme et la SA
Les théories mises en avant par Hans Günther divisent le parti nazi, entre partisans et adversaires de cette nouvelle théorie raciale nordiciste qui commence à influencer fortement le parti. Alors que se cristallise un pôle de soutien aux idées de Günther, organisé dans le NSDAP autour de Himmler, Rosenberg et Darré, ces positions élitistes suscitent l'opposition de la SA, proche des positions de Friedrich Merkenschlager.
Ce dernier, membre du NSDAP et de la SA depuis 1920, promoteur du concept de « race dynamique », apparaît rapidement comme le principal opposant aux théories nordicistes de Hans Günther, d'où son surnom d'« anti-Günther ». Ce dernier défend l'idée que les Indogermains ne sont pas au départ une population de paysans à la recherche de terres à cultiver, mais des chasseurs migrants, à la recherche de terrains de chasse de plus en plus étendus. Il s'affirme comme le défenseur et le partisan de l'idée de métissage racial dont serait issu le peuple allemand. Plus fondamentalement, Merkenschlager s'oppose aux projets coloniaux induits par l'adoption par le NSDAP de la théorie indogermanique nordiciste de Günther et à ce que Günther appelle « la dénordification des Allemands », conséquence, selon lui, du métissage. En effet, Merkenschlager part du postulat inverse : la recherche de la pureté de la race est mortifère pour le peuple allemand et seule une politique de métissage judicieusement organisé est en mesure de protéger le sang allemand au sein d'une population renouvelée. Ces conceptions lui valent l'inimitié de Darré, qui obtient son renvoi de l'institut de biologie du Reich en septembre 1933. À la suite de Merkenschlager, Karl Saller, un anthropologue et médecin, doute de la validité de la théorie de la race nordique, et propose au parti d'adopter le concept du peuple-race ; à l'appui de ses thèses, il publie un opuscule, Biologie du corps du peuple allemand.
La nuit des Longs Couteaux met provisoirement un terme au débat en faveur de la SS, domaine idéologique et actif soutien de Günther, dont le journal, Das Schwarze Korps, reprend et popularise les thèses. Cependant, en janvier 1935, Merkenschlager, ne s'avouant pas vaincu, publie un ouvrage provocateur ravivant le souvenir des populations Wendes et Slaves, en Prusse, mais cet ouvrage est rapidement interdit, d'abord en Prusse, puis dans tout le Reich.

#### Débats sur certaines marges territoriales
Les débats entre anthropologues et théoriciens nazis ne se limitent pas à la seule question scolastique des origines. La présence ancienne de populations indogermaniques sur certains territoires fait aussi l'objet d'échanges acrimonieux entre ces chercheurs. Ainsi, l'appartenance de la Bourgogne, espace frontalier du peuplement indogermanique nordique, se trouve au centre de disputes entre raciologues nazis, la Bourgogne étant pour les uns un espace de colonisation ponctuelle, pour les autres, une région peuplée par des populations germaniques depuis la plus haute Antiquité. D'après les Pangermanistes, le territoire du Comté de Bourgogne doit revenir au Reich. Jusqu'en 1942, Hitler lui-même hésite, incluant, puis excluant la Bourgogne des territoires anciennement peuplés par les vagues de colonisation indogermaniques. La question est tranchée au début de l'année 1943, mais la politique d'inclusion dans le Reich des territoires de l'ancien Duché de Bourgogne dans son ensemble, est destinée à être mise en œuvre à la fin de la guerre.
Si les questions des origines des Indogermains et de l'extension territoriale de leur peuplement sont âprement discutées, la notion n'est, à aucun moment, remise en cause ni dans son existence, ni dans son espace géographique. Les protagonistes de ce débat voient tous l'avenir du peuple allemand dans la réalisation du Reich national-socialiste, et chacun tente d'imposer au sein du NSDAP la doctrine la plus à même de faciliter l'édification du nouveau Reich.

## Recherches menées sur les Indogermains
Les officiels nazis cherchent à faire valider par les chercheurs allemands ce mythe nazi des origines du peuple allemand. En effet, les idéologues définissent les conclusions qui doivent ensuite être validées par les résultats des recherches. Conséquemment, les postulats du nazisme se trouvent validés par une recherche scientifique qui ne cherche que dans la direction définie par les instances politiques. Ainsi, en 1939, elles orientent les investigations tibétaines d'Ernst Schäfer et Bruno Beger, membre du RuSHA, qui recherchent, au sein du peuple tibétain, de possibles « vestiges raciaux aryens ».

### Les préhistoriens allemands avant 1933
Selon les archéologues et les savants qui développent l'idée d'une population originelle indogermanique au début du XIXe siècle, c'est avant tout par la recherche de la langue originelle parlée par les Indogermains qu'il serait possible de retracer l'histoire des populations indogermaniques. Cette recherche permet aux promoteurs du concept de développer l'idée d'une antériorité des populations germaniques par rapport aux civilisation du monde méditerranéen. Ainsi, les linguistes et les promoteurs de l'ancêtre indogermanique admettent l'hypothèse de base d'une langue originelle constitutive de l'idée de l'existence d'un peuple indo-européen, conquérant originel ; ce peuple originel aurait pu assumer la mission civilisatrice d'étendre sa domination sur le continent eurasiatique. L'établissement de cette domination n'aurait été rendue possible qu'en raison d'une avance technologique certaine et parce que les Indogermains, « race active », auraient conquis un empire au détriment de « races passives », selon Gutav Klemm, auteur d'une Histoire culturelle de l'Humanité.
Dans les années 1920, l'épigraphiste et archéologue Gustaf Kossinna, travaillant sur des vestiges archéologiques dans le sud de la Suède, propose une interprétation raciale de ces matériaux. Les Indogermains auraient été originaires du Jutland et du nord de l'Allemagne et se seraient répandus sur le continent européen, de plus en plus loin du foyer originel, en Grèce et à Rome, par exemple. Cet éloignement aurait facilité les mélanges et l'affaiblissement racial des populations indogermaniques nordiques, dans un processus de dénordification. Promoteur, au début du XXe siècle, d'une approche archéologique alors inédite, l'archéologie du peuplement, il tente de déterminer le berceau originel des populations indogermaniques nordiques. Se basant sur l'idée qu'il est possible de localiser les populations les plus anciennes à partir de l'étude des traces laissées par leurs successeurs, Kossinna développe l'idée que les matériaux archéologiques constitueraient les traces les plus pertinentes de l'extension des groupes humains, c'est-à-dire raciaux, originels.
La thèse de l'origine atlante des Indogermains suscite aussi l'intérêt des intellectuels allemands en quête des populations indogermaniques. En 1922, l'aryaniste Karl Georg Zschaetzsch défend l'idée que l'Atlantide serait le berceau originel des populations indogermaniques. Mais Zschaetzch n'est pas le seul à se référer à un mythique continent disparu : Herman Wirth affirme que l'origine de la race nordique serait à rechercher sur un continent aujourd'hui disparu, au milieu de l'Atlantique, base de départ d'une expansion coloniale aussi bien à l'Est, en Europe, qu'à l'Ouest, en Amérique ; Wirth postule que l'écriture serait une invention de la race nordique et que sa présence atteste du caractère nordique d'une civilisation reculée dans le temps. Quelques années plus tard, en 1934, le géographe Albert Hermann, proche de Himmler, défend dans un ouvrage la thèse de l'existence d'un empire atlantique indogermanique étendu de la Scandinavie à l'Afrique du Nord.
Toutes ces spéculations attirent l'attention de Rosenberg et surtout de Himmler, friand d'ésotérisme et de mythologie, qui ordonne des recherches au large d'Heligoland, mais n'éveillent pas l'attention de la communauté scientifique. En dépit de l'intérêt de Himmler et de Rosenberg, ces thèses atlantomanes sont accueillies avec indifférence ou scepticisme par la communauté scientifique.

### Les chercheurs nazis

Sur ordre de Heinrich Himmler, l'Ahnenerbe, centre de recherche de la SS, a dirigé des campagnes de fouilles centrées sur les vestiges archéologiques qu'auraient laissés les Indogermains.

Dès les prémices de rédaction de Mein Kampf, Hitler, et à sa suite les penseurs nazis, ne se préoccupent pas de démêler le vrai du faux dans leur conception du monde : aussi, une fois au pouvoir, disposent-ils des moyens d'imposer une vision de l'histoire conforme à leurs idées. Ils en proposent donc une vision fantasmagorique et contradictoire, très influencée par la mythologie.
Pour donner un poids universitaire aux théories scientifiques d'Himmler et de la SS sur les origines des populations allemandes, l'Ahnenerbe, un institut de recherches pluridisciplinaires patronné et financé par le NSDAP, est créé en 1935 et définitivement intégré à la SS en 1939. Originellement consacré à la recherche de preuves de la supériorité de la race aryenne, l'Ahnenerbe propose, à la demande d'Himmler, des interprétations conformes à la vulgate nordiciste des matériaux mis au jour lors de campagnes de fouilles.
Des études historiques, nombreuses, portent sur les hypothétiques populations indogermaniques nordiques. Ainsi, la culture de la céramique cordée suscite l'intérêt des équipes dirigées par Wirth, archéologue responsable des fouilles : en effet, cette civilisation de paysans a laissé des vestiges, essentiellement des poteries d'argile décorées de marques de cordelettes, sur un territoire continu allant de la Russie d'Europe à la Suisse en incluant les pays scandinaves.
Mais, pour Hans Günther, l'expansion territoriale des populations indogermaniques est surtout attestée par des études céphaliques des restes humains découverts par l'institut : Il déduit des casques grecs et des représentations de personnages mythologiques que les Indogermains auraient été des dolichocéphales blonds. À sa suite, l'anthropologue Wilhelm Sieglin, professeur à l'université de Berlin, publie en 1935 Les Cheveux blonds dans l'Antiquité : Un recensement des témoignages antiques comme contribution à la question indogermanique, ouvrage dans lequel il se livre à un recensement de près de 700 dieux et personnages mythologiques des peuples antiques de l'Ancien Monde, les classant en blonds ou bruns. Les conclusions sont prévisibles : la blondeur des cheveux atteste d'une population indogermanique, tandis que la couleur brune atteste de l'appartenance à une autre race. La SS, puis Hitler lui-même, reprennent cette thèse de la couleur blonde des cheveux. Le Schwarze Korps, journal de la SS, complète les thèses de Günther, en affirmant que, ayant, à la suite de mariages avec des populations aux cheveux de couleur brune, perdu la blondeur de leur chevelure, les Romains auraient été obligés soit de se décolorer les cheveux avec du safran, soit de porter des perruques blondes, fabriquées avec les cheveux d'esclaves germaniques.
Dans les années 1930, fasciné par les moines bouddhistes, érigés pour l'occasion en descendants des conquérants nordiques du plateau tibétain, Himmler envoie une expédition au Tibet. Composée de raciologues, cette expédition reçoit pour mission de se livrer à une étude systématique des populations locales afin de démontrer leur caractère nordique.

### Les hypothèses généalogiques

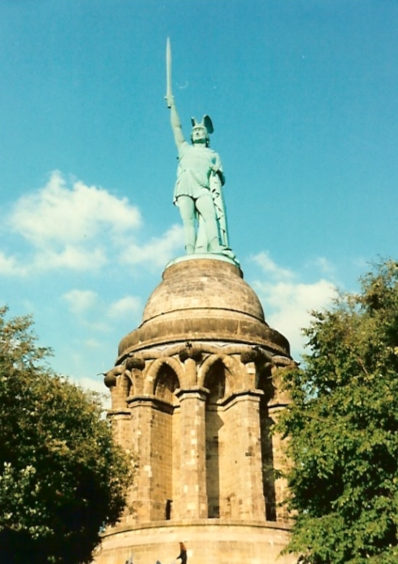
Le souvenir d'Arminius est utilisé par les nazis pour justifier des recherches en France occupée.

Les archéologues allemands ont rapidement établi des correspondances entre les signes laissés par différentes populations établies dans une vaste Europe centrale et atlantique. Les civilisations proto-celtes et scandinaves du début du IIe millénaire avant notre ère ont ainsi laissé des motifs symboliques sur divers supports. L'étude de ces derniers incite les archéologues nazis à affirmer la parenté entre ces deux ensembles de culture et à les placer, les unes comme les autres, dans la souche raciale indogermanique.
De même, s'appuyant sur la recherche archéologique de la période précédente, qui a reconnu l'existence de la civilisation des champs d'urnes, certains archéologues, notamment Georg Kraft, et son élève Wolfgang Kimmig, affirment que les manifestations ethniques de cette culture constituent des marqueurs de l'origine indogermanique de ces populations, qui se seraient mélangées, sur les franges occidentales de leur aire d'expansion, avec des populations proto-celtiques.
Certains chercheurs s'intéressent aussi à d'autres types d'indices pour remonter le temps à la recherche des Indogermains originels. En 1929, Günther, dans sa Raciologie des peuples grec et romain, atteste des liens de parenté entre les grandes civilisations antiques et les populations allemandes, rapprochant le mythe d'Hercule aux légendes écossaises comme le mythique peuple des Hyperboréens, situés par Diodore de Sicile et Hérodote au nord des Carpates, le terme Hyperboréens signifiant, pour Hans Günther, « ceux qui vivent au-delà des montagnes » ou encore « ceux qui vivent au-delà du vent du Nord ».
Les récits mythologiques ne constituent pas les seules sources utilisées dans la quête vers ce peuple originel. En effet, le raciologue Otto Reche utilise la linguistique pour attester l'existence des Indogermains : pour lui, l'emploi du mot iris, pour désigner le contour de la pupille, ne serait pas anodin, puisque ce mot signifie également arc-en-ciel dans la langue originelle indogermanique. Pour Reche, l'emploi de ce même mot pour désigner deux choses différentes atteste que les iris de couleur sombre seraient rares chez les populations indogermaniques. Darré constate que les mots utilisés en sanskrit pour désigner la « steppe » et le « champ » en grec sont identiques, bien qu'il n'y ait pas de steppe en Inde, ce qui démontre, d'après lui, non seulement, un lien de parenté indubitable entre ces différentes populations, mais aussi que les populations indiennes seraient originaires d'un territoire où se trouvent de grandes forêts, comme le Sud de la Suède, lieu d'origine supposée des populations indogermaniques nordiques.
Dans les années 1930, dans les régions proches du Reich, le passé germanique est recréé et magnifié par les archéologues de l'Ahnenerbe alliés aux autonomistes locaux. Ainsi, en Bourgogne, par exemple, les démarches et les fouilles des archéologues allemands sont soutenus par ces derniers, parmi lesquels Jean-Jacques Thomasset. Ce dernier, proche des cercles autonomistes bourguignons, encourage le développement d'un sentiment autonomiste bourguignon qui aurait été bridé par la Révolution française. Au fil des années, il se rapproche du pangermanisme, proposant l'annexion de la Bourgogne au Reich, évoquant le souvenir d'Arminius. Dans les années 1940, Thomasset exalte l'appartenance du peuple bourguignon à la race indogermanique, appuyé en cela par les recherches archéologiques des SS, qui s'intéressent au peuplement burgonde et aux traces qu'il a laissées, aussi bien dans les paysages que dans la toponymie.

### Le svastika, symbole indogermanique

Le svastika, symbole sanskrit, serait, au dire des théoriciens nazis, le symbole indogermanique le plus important.

Parmi les symboles nazis, le svastika, le symbole le plus connu, permet de lier de façon plus ou moins explicite le mouvement nazi et ces mythiques ancêtres prestigieux que sont les populations indogermaniques qui auraient conquis l'Europe et une partie de l'Asie à plusieurs reprises, comme semblerait le prouver la présence de svastikas dans l'ensemble de l'Europe et de l'Asie, de l'Atlantique au Japon.
Les théoriciens du nazisme confèrent à la croix gammée une dimension historique. Dès les années 1920, la croix gammée, sur les objets et les constructions, démontrerait, d'abord selon Rosenberg, puis selon d'autres idéologues du nazisme à sa suite, la présence ancienne de populations aryennes, donc indogermaniques dans une région donnée. Rosenberg situe son apparition vers 3000 av. J.-C. en Europe du Nord, foyer originel des populations indogermaniques, et affirme que sa diffusion dans l'Ancien Monde aurait suivi l'essor territorial et colonial des Indogermains.
S'appuyant sur ces postulats, une monographie historique publiée en 1934 et consacrée au svastika défend le monopole de l'usage de celle-ci par le peuple allemand. L'auteur, après avoir recensé de manière exhaustive les sites archéologiques grecs sur lesquels des svastikas ont été trouvées, défend l'idée de l'antériorité de la présence de ce symbole en Scandinavie ce qui démontrerait ainsi le caractère indubitablement indogermanique de la civilisation grecque De même, un tel lien de parenté est âprement défendu par Hans Günther dans son Histoire raciale du peuple grec et du peuple romain, publiée en 1929.

### Justification des revendications territoriales

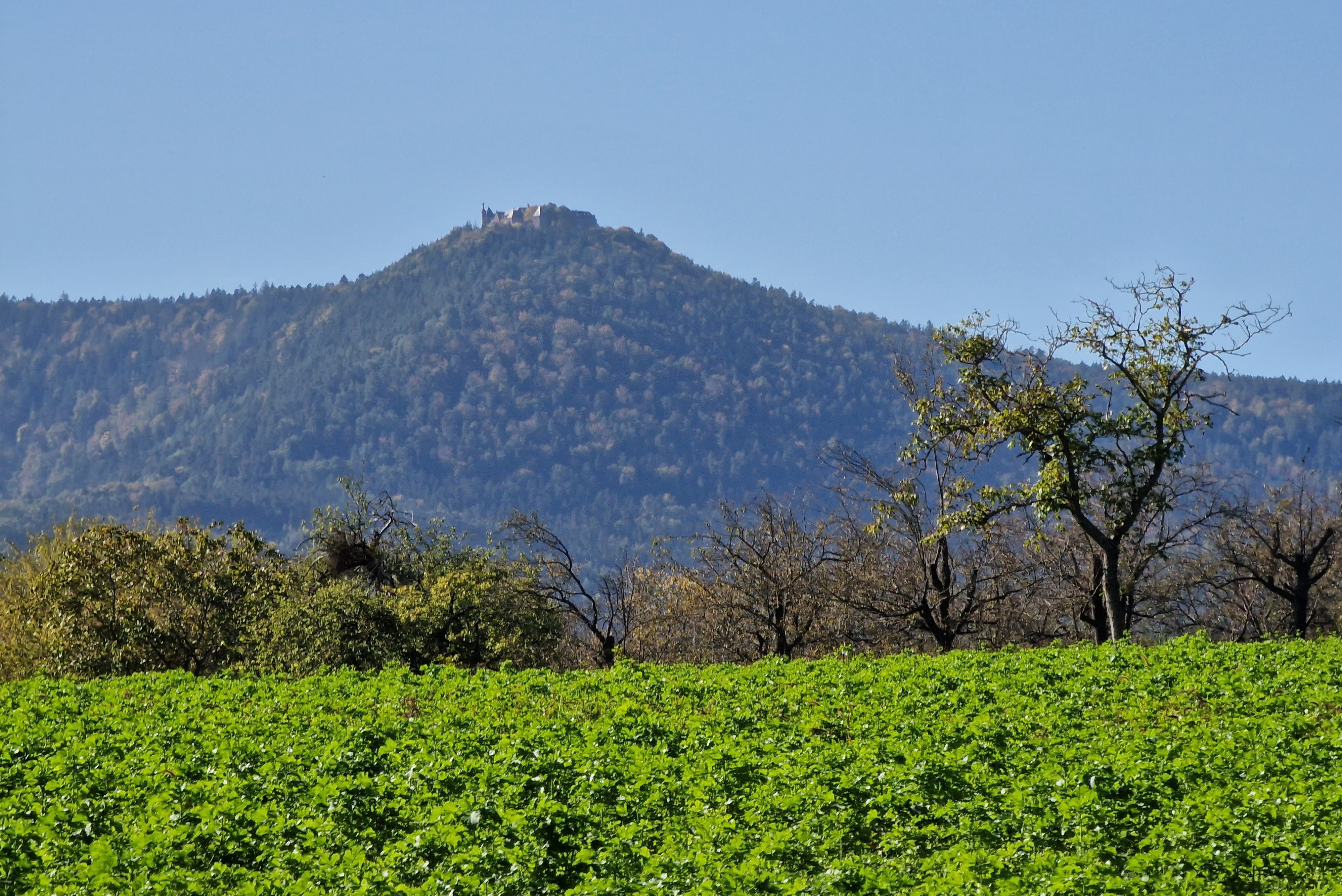
Les recherches menées à proximité du mont Sainte-Odile doivent justifier la nouvelle frontière occidentale du Reich

Le thème des Indogermains est abondamment utilisé par la recherche allemande pour justifier les prétentions territoriales du Reich.
Dans le cadre des Westforschungen, recherches pluridisciplinaires sur l'Occident Germanique, les recherches sur les populations indogermaniques sont destinées à fournir des arguments scientifiques destinés à appuyer les prétentions territoriales du Reich sur des régions françaises. Durant les années 1920, ces recherches sont surtout dirigées vers les territoires perdus en 1919, et tentent de démontrer l'injustice de ce recul territorial, tandis que, durant la décennie suivante, il s'agit, sous la houlette des organismes de recherches financés ou non par les organisations nazies, de préparer le retour au sein du Grand Reich germanique de populations racialement germaniques. Des sites sont ainsi identifiés, dans un premier temps proches de la nouvelle frontière du Reich, notamment le mont Sainte-Odile.
À cette fin, des contacts sont noués avec les archéologues français pour des campagnes de fouilles communes, pour obtenir la permission d'étudier certains objets conservés dans les musées français et attester de leur origine germanique. Ainsi, lors de son voyage en France en 1937, une mission archéologique allemande examine les collections du Musée archéologique de Saint-Germain en Laye.
En France, des sites archéologiques comme celui de Glozel sont mis en avant pour attester la présence ancienne de populations indogermaniques nordiques sur les territoires constituant la France. Parmi les matériaux utilisés comme objets d'étude pour la période préhistorique, les mégalithes bretons du tumulus de Gavrinis, dans le Morbihan, suscitent l'intérêt des archéologues allemands de l'Ahnenerbe. Ainsi, ces derniers, Herman Wirth principalement, recherchent des svastikas et d'autres motifs indogermaniques sur des matériaux extraits des fouilles et des objets des collections des musées archéologique français. Wirth l'associe à un culte primitif du soleil, tel qu'il se serait développé en Scandinavie. À la recherche du foyer originel des populations indogermaniques, ses fouilles sur Gavrinis sont envisagées dans la perspective de préparer d'autres campagnes de recherche en Scandinavie, campagnes devant aboutir à la mise en lumière des éléments utiles à l'écriture d'une histoire des peuples européens primordiaux,.

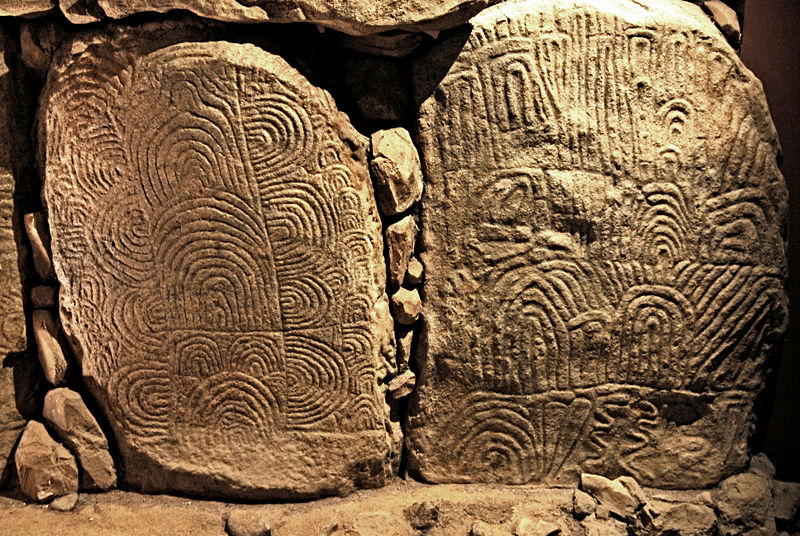
Selon Hermann Wirth, les motifs représentés à l'intérieur du tumulus de Gravinis seraient proches de représentations indogermaniques originelles

Dans les années 1930, la recherche nazie ne se contente pas de recherches en Bretagne, mais organise aussi depuis les universités du Palatinat, du pays de Bade et du Wurtemberg, des voyages de recherche et de repérage des sites germaniques en Alsace et en Moselle. Par ailleurs, s'appuyant sur les investigations sur le peuplement germanique à l'ouest du Rhin, notamment celles de Franz Steinbach, dans les années 1920, puis de Franz Petri dans les années 1930, la recherche allemande, basée sur les méthodes de Kossina, créateur de l'archéologie du peuplement, soutient les revendications pangermanistes à l'ouest.
En effet, les pangermanistes allemands, ragaillardis par la victoire de 1940, aiguisent leurs appétits. Un projet complet de fouilles et de travaux archéologiques, divisé en programmes, est ainsi planifié sur le territoire français, spécialement dans le nord et l'est de la France, et en Belgique. Ce projet est centré sur la recherche sur des sites préhistoriques, protohistoriques et antiques. Ainsi, pour la période préhistorique, Julius Andree, de l'université de Münster, dirige la datation de matériaux datant du Paléolithique inférieur, découverts dans la vallée de la Somme, et aurait pour objectif de mettre en relation ces matériaux avec d'autres matériaux découverts à proximité des Externsteine, chers à Himmler. Son concurrent pour le contrôle de l'archéologie dans le Reich, Alfred Rosenberg, ordonne quant à lui l'examen de restes osseux conservés dans les musées français et belges pour établir l'appartenance raciale des fossiles. L'enjeu est de taille, puisqu'il s'agit de savoir si les premières populations européennes ne seraient pas « de souche raciale indogermanique ». La Préhistoire ne constitue pas le seul champ de recherches, la Protohistoire et l'Histoire sont aussi sollicitées pour attester de la présence de populations indogermaniques sur les territoires à annexer.
Ainsi, un programme de recherche archéologique assez systématique développé par les chercheurs allemands sur le territoire français vise à établir la parenté entre les sites français et allemands de la civilisation des champs d'urnes. Un autre doit étudier des sites défensifs protohistoriques situés dans une bande de terre allant de la Lorraine française à la Normandie, à repérer les édifices défensifs du Bas-Empire pour attester de leur origine franque et à repérer les traces archéologiques de la présence de Lètes, auxiliaires germains des légions romaines, dans ces régions.
Des régions entières, anciennement peuplées par des populations indogermaniques, doivent ainsi revenir au Reich. La victoire de 1940 les ouvrent à nouveau à la colonisation germanique : Hitler définit une frontière, le  18 juin 1940, la ligne Verdun-Toul-Belfort, puis plus tard, la fixe pour des raisons ethniques à celle du royaume de France au temps de Charles V. D'autres, comme Franz Petri, s'affranchissant des méthodes traditionnelles de l'archéologie, utilisant la linguistique, la philologie et des textes antiques, se montrent plus ambitieux. Les recherches de ce dernier l'amènent à travailler sur des sites « germaniques » avérés et lui permettent de fixer, sur le cours inférieur de la Seine et le coude de la Loire, la frontière raciale, là où se seraient arrêtées les vagues préhistoriques et protohistoriques de migration indogermanique.

## Le Troisième Reich, continuateur des Indogermains

### Les peuples indogermaniques supposés
La raciologie et plus spécifiquement l'un de ses promoteurs, Hans Günther, dresse assez rapidement un inventaire des peuples dolichocéphales, donc indubitablement indogermaniques selon Günther, et des territoires que ces derniers ont occupés.

#### Une germanité eurasiatique

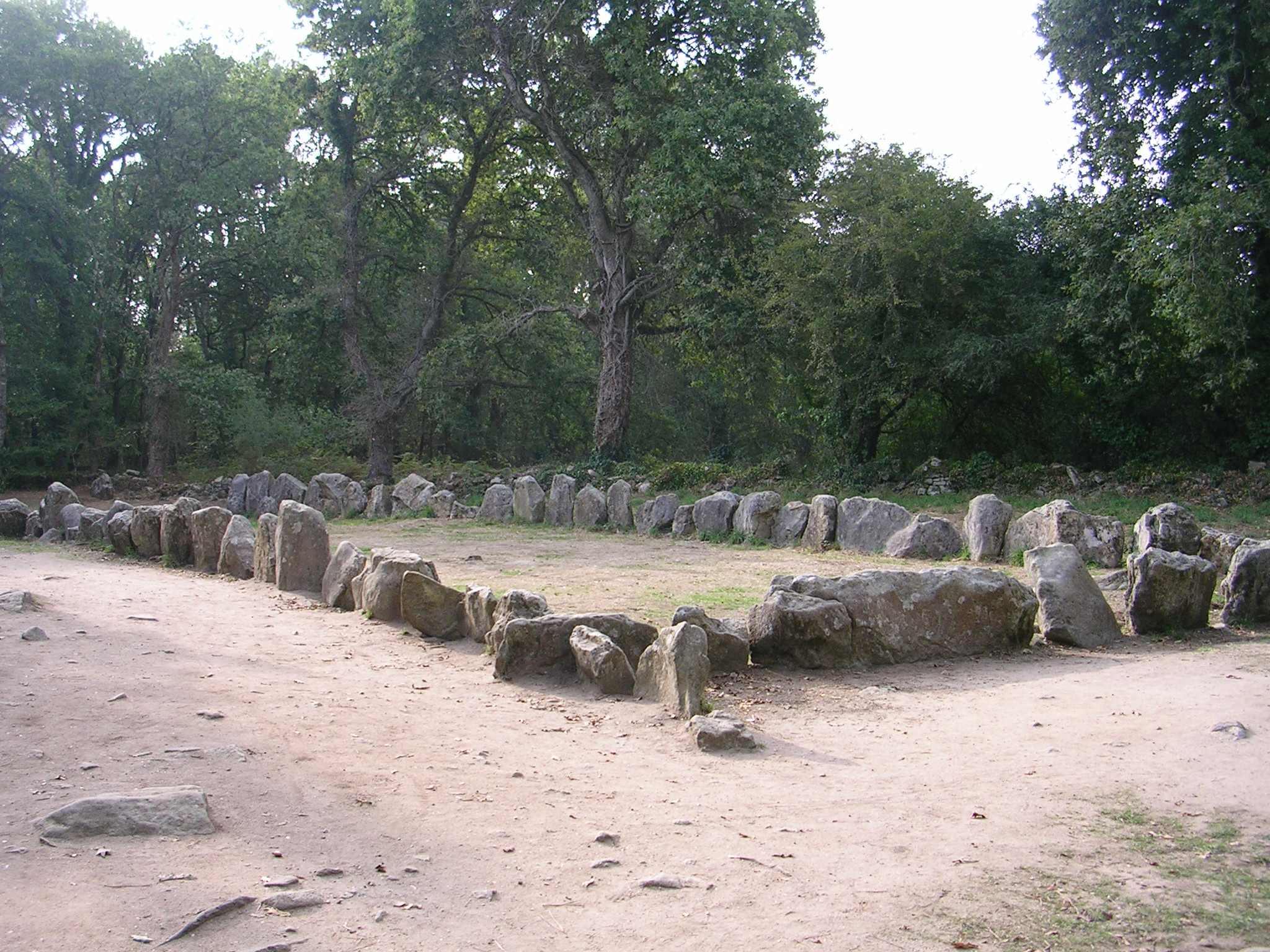
Selon les chercheurs nazis, le tumulus de Manio, à Carnac, serait proche des tumulus princiers de l'Allemagne centrale.

Dresser une liste des peuples indogermaniques permet aux raciologues allemands d'établir des cousinages, des liens entre populations européennes et asiatiques, de mener une politique de traque des gènes germaniques perdus, dans l'ensemble des territoires contrôlés par le Reich, mais aussi, dans la tradition du pangermanisme, de donner à la politique expansionniste du Reich une justification historique. Selon les théoriciens du pangermanisme, les territoires sur lesquels se sont (ou se seraient) établies les populations indogermaniques doivent revenir au Reich. Les Grecs seraient notamment des populations indogermaniques ayant connu des métissages de plus ou moins grande ampleur, comme l'affirment des raciologues nazis en voyage d'étude en Grèce en 1939. Les populations de Laconie auraient été plus capables de préserver leur héritage racial indogermanique que les populations de l'Attique.
Himmler n'est pas le dernier des responsables nazis à spéculer sur une nordicité s'étendant sur l'ensemble du continent européen. Ainsi, il affirme que les Tibétains, et plus spécifiquement les moines bouddhistes, constitueraient un rameau de souche nordique ayant émigré sur le plateau tibétain durant la Préhistoire ; Il affirme également que des populations nordiques auraient conquis le sous-continent indien et asservi les populations qui s'y seraient trouvé.
Selon les tenants de l'existence d'un peuple indogermanique originel, toutes les grandes réalisations humaines, comme l'écriture, seraient le fruit soit des populations indogermaniques, dolichocephales, soit de populations ayant connu une période de domination indogermanique. Ainsi, toutes les grandes civilisations humaines depuis l'Antiquité se seraient épanouies grâce à l'installation de populations indogermaniques conquérantes, seules capables, selon les raciologues nazis, de conquérir et de maintenir des empires, permettant ainsi la création d'œuvres durables. Cette idée permet de créer des cousinages avec des populations aussi diverses que les Égyptiens antiques, les Romains de l'Antiquité, ou les Chinois. Ces populations sont aussi liées dans leur appartenance aux peuples indogermaniques par une analyse du droit : les Indogermains se seraient dotés d'un droit patriarcal, comme les Chinois depuis l'époque de Confucius. De plus, sur la base de matériaux archéologiques, de nombreux peuples de l'Antiquité furent supposés appartenir au rameau indogermanique, comme les Celtes, les Baltes, les Grecs ou les populations germaniques contemporaines.

#### Vers un Reich Grand-Germanique
Ainsi, à partir de 1940, la défaite française fournit l'occasion d'étayer la filiation indogermanique, nordique de populations établies de longue date sur le territoire français. Ainsi, les Bretons et plus largement les Celtes sont annexés à la famille des peuples indogermaniques. Pour les chercheurs de l'Ahnenerbe dépêchés sur place, les constructions humaines de la région de Carnac, et surtout ses tertres funéraires sont proches de nombreux tumulus princiers que ces chercheurs recensent en Allemagne centrale, et attesteraient d'une organisation sociale inégalitaire, donc du lien de parenté raciale entre les Bretons et les populations indogermaniques. De plus, les motifs représentés sur les mégalithes témoigneraient, par leur similitude, du lien de parenté entre Bretons et Scandinaves. De même, l'archéologue Wolfgang Kimmig, auteur d'une thèse sur le sujet, recense en France occupée les découvertes liées à la civilisation des champs d'urnes, très fortement représentée dans le pays de Bade. La proximité des lieux dans lesquels cette civilisation s'est épanouie et les lieux où sont apparus les Celtes incitent les chercheurs allemands à émettre l'idée que les Proto-Celtes, et donc leurs descendants, les Celtes, seraient des Indogermains issus d'une ancienne vague de peuplement indogermanique. Apparentés aux Germains, ils leur ressembleraient comme l'attestent les descriptions faites par les auteurs grecs et romains de l'Antiquité.
Les plus éloignés du berceau originel des populations indogermaniques nordiques auraient subi un mélange racial, une dénordification, qui leur aurait fait perdre, avec leur peau blanche, leur supériorité, et leur capacité à ériger et maintenir de empires étendus et durables. En 1940, un corpus de textes, intitulé Mort et Immortalité, propose implicitement un inventaire des peuples supposément indogermaniques : des Eddas à Alfred Rosenberg, en passant par Homère, des textes brahmaniques à Nietzsche en passant par Cicéron et Maître Eckhart, ces textes compilés embrassent l'Ancien Monde dans sa quasi-totalité. Placés dans cette filiation, les Allemands, régénérés par la politique raciale mise en place à partir de 1933, représentants des Indogermains, guidés dans leur expansion par le svastika, apparaissent, non comme de simples envahisseurs en Europe, mais comme les descendants des populations ayant conquis, colonisé et mis en valeur le continent européen.
L'ensemble de ces populations, soi-disant racialement apparentées aux peuples germaniques, devrait naturellement s'intégrer au Reich, qui de grand allemand, devient grand-germanique : selon Himmler, promoteur de ces idées à partir de 1938, le modèle à suivre pour l'intégration de ces populations se trouve dans les modalités de mise en place du Reich autour de la Prusse, le Reich grand-allemand (intégrant l'ensemble des populations allemandes) jouant un rôle proche de celui de la Prusse dans le processus d'unification des populations nordiques (ou germaniques) établies sur le continent européen.

### Un mythe fondateur du Troisième Reich
La validation de la politique raciste et antisémite ne constitue pas la seule utilisation du mythe fondateur des Indogermains, nordiques, par le Troisième Reich. La politique culturelle est utilisée pour rappeler aux Allemands leur parenté raciale avec les peuples de l'Antiquité. C'est toute la politique expansionniste qui trouve une justification raciale dans l'histoire des populations indogermaniques.

#### Une justification du racisme
Pour les chercheurs nazis, les Indogermains étaient une race supérieure qui englobait les populations autochtones qu'elle rencontrait au fil de son expansion territoriale. Cet essor territorial se traduisait par la mise en place d'une structure sociale caractérisée par une aristocratie guerrière, élevant des équidés, faisant la guerre sur des chars tirés par des attelages de chevaux et maniant des instruments de bronze. Les Indogermains auraient donc utilisé une technologie avancée.
Cet essor territorial aurait été le fait d'une race active, comme l'affirma Klemm. En effet, celui-ci, dans son Histoire culturelle de l'Humanité, admet le principe de l'existence des races humaines, des inégalités de celles-ci les unes par rapport aux autres, inégalités qu'il formula en termes de « races actives » ou « dynamiques » et de « races passives », les premières, représentées par la race germanique, viriles et belliqueuses, domineraient les secondes, paresseuses et faibles et dont la race sémite serait l'archétype.

#### Des célébrations spécifiques
Souhaitant faire naître au sein du peuple allemand un lien entre le Reich et l'Antiquité gréco-romaine, Himmler, et la SS à sa suite, exalte les liens de parenté entre la culture gréco-romaine et la culture allemande.
Ainsi, dès 1933, le défilé de l'art allemand, manifestation de propagande qui se tient à Munich le 15 octobre, annexe les représentations antiques, notamment grecques et romaines, dont Athéna et Hercule, par exemple, à l'art allemand. En 1937, l'inauguration de la Maison de l'art allemand fournit une occasion d'évoquer « deux mille ans de culture allemande » lors d'un défilé qui annexe à la culture allemande la culture antique gréco-romaine.
L'exaltation du lien de parenté nordique entre les Allemands et la Grèce antique trouve son paroxysme dans les Jeux olympiques d'été de 1936. Dès 1935, la propagande nazie donne des consignes pour transformer les Jeux en remémoration de l'histoire raciale commune des Grecs et des Allemands du Reich : Un journal, l'Olympia Zeitung, est édité pour exalter le rôle d'Ernst Curtius, et lier son rôle à la redécouverte du site d'Olympie. Parallèlement à cette captation d'héritage, ce journal fait une large publicité à des expositions organisées à Berlin pour mettre en avant les liens de parenté entre les athlètes antiques, les discoboles, par exemple, portant des disques frappés de Svastikas. Parallèlement aux Jeux, se développe dans le Reich un goût de l'antique : expositions temporaires de nus indogermaniques, selon les canons antiques, dans Berlin. Mais le symbole le plus visible de l'exaltation de ce lien de parenté est constitué par le voyage de la flamme olympique, entre Olympie et Berlin destiné à matérialiser les liens de parenté raciale entre les Athlètes grecs de l'Antiquité et les Athlètes allemands, les uns et les autres dignes représentants du peuple indogermanique.
L'exaltation du souvenir des racines indogermaniques du peuple allemand se manifeste aussi par la mise en place, sous les impulsions, concurrentes, mais complémentaires, de Joseph Goebbels et de Rosenberg, d'un calendrier de célébrations en lien avec les croyances supposées des Indogermains. Ce dernier souhaite, en effet, mettre en place un calendrier festif païen, basé, selon lui, sur les fêtes indogermaniques primitives, alternatives aux fêtes chrétiennes. Aux célébrations des fêtes national-socialistes, telles que la Fête du mouvement, le Jour du parti ou encore le Jour du Führer (le 20 avril)], s'ajoutent des festivités placées dans une tradition spécifiquement indogermanique, comme les fêtes solsticiales. Destiné à se substituer à la fête chrétienne de Noël, le solstice d'hiver devient la « fête de la lumière montante », associée par Goebbels à la fête de Yule. De même, Himmler veille à ce que les fêtes chrétiennes retrouvent leur caractère originellement païen supposé.
Ces célébrations publiques se doublent de cérémonies privées, dont Rosenberg et ses proches, notamment Jakob Hauer, encouragent la mise en place. Ce dernier, souhaitant régénérer un paganisme d'essence germanique, tente d'ordonnancer les fêtes privées, mariages, baptêmes, naissances, selon un rituel indogermanique : appuyé sur les idées de Hauer, Rosenberg propose, comme substituts aux cérémonies chrétiennes, des rites destinés à renouer avec une tradition séculaire nordique, les Lebensfeiern ; Himmler entend ainsi rythmer la vie de ses hommes, leur offrant des ustensiles supposément nordiques ; dans le même temps, il intervient fréquemment lors de l'ensemble de ces cérémonies,. Cependant, ces rites, fêtes et célébrations national-socialistes d'inspiration nordique ne connaissent pas le succès escompté au-delà des cercles du NSDAP.

#### Des recherches dans les pays occupés

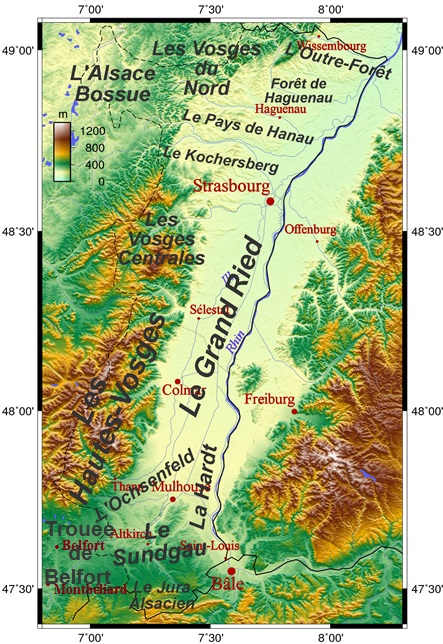
La trouée de Belfort, au sud de l'Alsace, constitue un lieu de passage pour les populations germaniques, selon les partisans de l'existence des Indogermains.

À la suite des succès allemands en Europe occidentale, la recherche archéologique allemande utilise tous les moyens à sa disposition pour fixer les frontières futures du Reich grand-germanique, alors appelé à sortir victorieux du conflit. 
De plus, les conclusions avancées par les chercheurs nazis, concernant les différentes populations qui se sont installées, tant dans l'ouest du Reich, que dans l'est de la France, définissent une conception de l'Histoire de France non seulement en totale rupture avec le récit français, mais aussi conforme aux ambitions territoriales du Reich. Aux yeux des différents chercheurs nazis, la France est en réalité un assemblage artificiel de pays dépourvus de toute identité nationale. À partir de 1940, l'utilisation systématique des traces supposément laissées par les Indogermains doit permettre de justifier l'expansionnisme du Reich conquérant. Ainsi, la variété des influences culturelles dans le Reich valide, selon les promoteurs de l'idée, non seulement l'hypothèse de l'origine indogermanique du peuple allemand, mais aussi la pertinence du concept.
Après la défaite française, le particularisme bourguignon est utilisé pour encourager la mise sous tutelle de la France. Se souvenant opportunément de la tardive annexion de la Franche-Comté au royaume de France en 1678 et de sa population burgonde, les raciologues nazis justifient par leur passé germanique l'annexion au Reich de la Franche-Comté et l'octroi d'une forte autonomie à la Bourgogne, préalable à sa regermanisation. Des impératifs stratégiques sont aussi mis en avant pour la réalisation de ces projets : le 30 décembre 1942, le seuil de Bourgogne est promis à un avenir germanique par le Völkischer Beobachter. Lieu de passage des invasions germaniques, la porte de Bourgogne apparaît dans cette perspective comme un territoire germanique volé par le royaume de France à la faveur d'une période de faiblesse politique du Reich.

#### La Grèce, vieille terre indogermanique

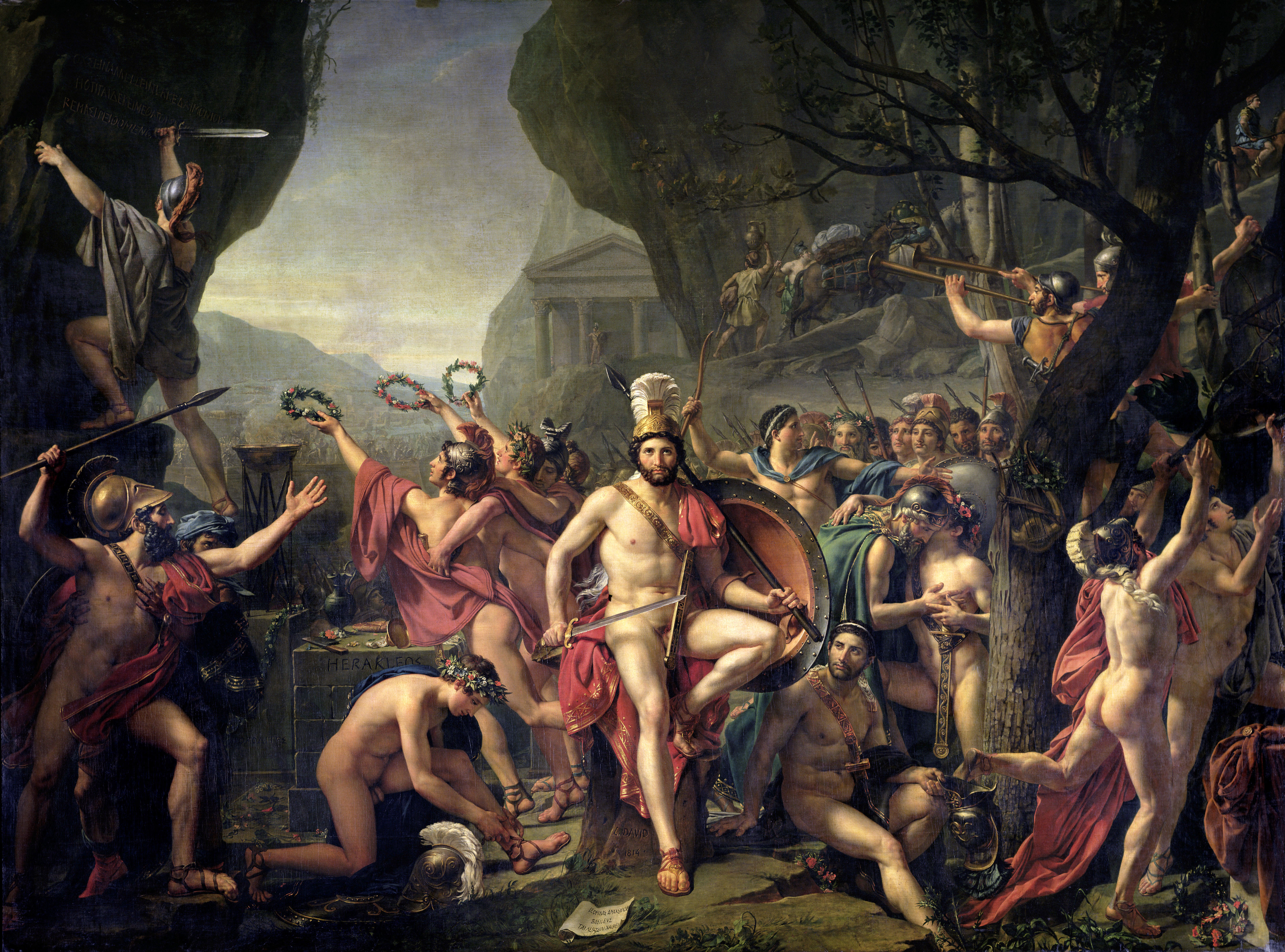
Le souvenir du Spartiate Léonidas aux Thermopyles, ici représentée par David, demeure vivace pour les savants allemands promoteurs de la thèse de l'existence du peuple indogermanique.

Le souvenir des Indogermains n'est pas seulement utilisé face à la France et face aux voisins occidentaux du Reich, l'invocation de ces ancêtres justifie aussi les autres entreprises militaires duReich. Ainsi, lors de l'invasion de la Grèce, présentée comme une vieille terre indogermanique irrédentiste, en 1941, la conquête est justifiée par la nécessité de raviver la présence indogermanique dans ce pays.
Le peuple grec, peuple indogermanique ayant subi des siècles de décadence raciale, de dénordification, devait céder devant les troupes nordiques, culbutant les troupes britanniques aux Thermopyles, comme le mentionne le Völkischer Beobachter dans son édition du 28 avril 1941. À cette occasion, les rôles sont inversées, les conquérants sont nordiques, comme les Grecs de Léonidas, et les défenseurs britanniques, nouveaux Perses, connaissent le sort des Spartiates.
Dans cette Grèce marquée par une forte présence indogermanique (à laquelle Hitler attribue la résistance aux unités italiennes), les troupes d'occupation allemandes sont censées se sentir plus chez elles que les populations locales, métissées, usufruitières d'un territoire qui semble destiné à revenir au Reich allemand. Celui-ci, véritable héritier du peuple originel, se présente comme le vrai propriétaire des terres grecques, naguère conquis par les Doriens, représentants, selon Helmut Berve, de la race nordique. Plaçant ainsi leurs pas dans ceux de Léonidas, les troupes allemandes cherchent à procéder à une forme d'Anschluss racial, visant à ressusciter ainsi la présence du sang aryen, indogermanique nordique, à Athènes.
Cette assimilation est également utilisée lors de la Bataille de Stalingrad, les unités allemandes encerclées étant assimilées aux troupes de Léonidas, Göring présentant Paulus comme un nouveau Léonidas, qui s'est sacrifié pour retarder l'avance soviétique suffisamment longtemps pour permettre aux unités allemandes de se regrouper,.

#### À l'Est, la reprise de la lutte contre l'Asiatique
Mais cet Anschluss racial ne constitue pas la seule exploitation, à des fins de conquête, du mythe des Indogermains. En effet, la guerre de l'est est présentée, non seulement comme une reprise du combat immémorial entre les populations Indogermaniques, paysannes et guerrières, et les populations asiatiques, nomades régulièrement lancés à l'assaut de l'Occident indogermanique, mais aussi comme une façon de renouer avec la tradition indogermanique nordique du ver sacrum antique.
En effet, le Reich, expression de l'organisation politique des Indogermains, se trouverait attaqué en permanence par les peuples orientaux, ce qui lui donnerait la possibilité de rentrer ouvertement dans ce conflit sans respecter les formes voulues par l'État de droit : ainsi, le 1er septembre 1939, comme le 22 juin 1941, le Reich ne déclare pas la guerre à la Pologne ou à l'URSS et se contente juste de rendre apparent un conflit latent. De plus, la guerre y est menée en l'absence de tout cadre juridique, alors que les populations sont assimilées à des sous-hommes ou à des porteurs d'éléments pathogènes, donc dangereux.
Himmler, en qualifiant dans un discours de 1942 la campagne de 1941 de « nouveau printemps », se place dans la filiation du ver sacrum. Une fois la migration effectuée, la colonisation proprement dite peut commencer, sur des espaces de plus en plus importants, rendus nécessaires par une population en croissance démographique continue. Pour Darré, la colonisation est ainsi liée à la conquête et à l'extension d'un terroir suffisamment vaste pour nourrir une population dynamique, un Lebensraum, à l'image des réalisations coloniales SS en Pologne. Ainsi, la conquête de vastes espaces en Europe de l'Est est légitimée par les pratiques supposées des populations indogermaniques nordiques remontant à la plus haute Antiquité.
Ce combat final, a forte portée eschatologique, doit permettre aux Indogermains (dont le Troisième Reich se veut le continuateur) de réoccuper les territoires qui auraient été usurpés et occupés au fil des siècles par des populations asiatiques. Mais, ce n'est pas seulement un règlement définitif des rapports raciaux avec l'Orient, ce « chaudron de peuples », comme le définit Himmler, qui est recherché par les concepteurs idéologiques de l'opération Barbarossa, c'est également la création d'un empire colonial sur les terres russes, sur lequel régneraient des soldats paysans SS, sur le modèle des vétérans romains, lotis dans des colonies,. En effet, selon Himmler, c'est par la constitution et la pérennisation de colonies de peuplement que doit être créé et maintenu le Lebensraum, l'espace vital des Indogermains, d'abord conquis par la migration de printemps, le ver sacrum traditionnel, puis remodelé et mis en valeur par une élite indogermanique.
Ce combat doit aussi permettre de mettre un terme aux victoires partielles, temporaires, que ce soient celles d'Alexandre, de Caton l'Ancien, d'Auguste, de Titus ou d'Hadrien : la défaite militaire et politique de l'ennemi asiatique s'est accompagnée de sa victoire raciale, la victoire ne se soldant pas par la destruction du peuple vaincu.

## Survivance du concept après 1945
En dépit de la défaite du Reich en 1945, les théories nordicistes exercent sur une frange intellectuelle une certaine influence jusqu'à aujourd'hui. Après une mise à l'écart d'une vingtaine d'années, ces idées sont reprises à partir des années 1970, avec plus ou moins de succès,.

### Permanence des idées
En dépit d'indéniables évolutions, les thèses nordicistes restent très prégnantes dans certains milieux proches de la Nouvelle droite. Ainsi, dans les années 1960, à la suite de Jean Haudry, les tenants de ces thèses font la synthèse entre les idées de Kossina et celles de Günther.
Dans les années 1970, Dominique Venner, l'un des idéologues de la nouvelle droite, reprend à son compte l'affirmation selon laquelle les populations indo-européennes seraient originaires de régions autour du cercle polaire : appuyés sur une compilation de croyances et de rites d'origines géographiques diverses (grecques, persanes, hindoues, celtes), Venner et ses continuateurs défendent la thèse d'une origine circumpolaire des populations européennes, créant le néologisme boréen.
Durant ces mêmes années, Alain de Benoist reprend et précise ces thèses dans son ouvrage Vu de Droite, faisant des populations habitant le Nord de l'Europe les ancêtres des Indo-Européens ; pour étayer ses affirmations, il prend soin de s'appuyer sur les ouvrages de l'anthropologue collaborationniste Georges Montandon, sur ceux de l'écrivain néofasciste Giorgio Locchi, tandis que le pasteur néonazi Jürgen Spanuth défend la thèse de l'origine nordique des civilisations précolombiennes.

### Diffusion
Durant les années 1950, 1960 et 1970, la diffusion des idées nordicistes se fait, non seulement via des maisons d'éditions spécialisées, politiquement proches de la Nouvelle droite ou liées organiquement à ce courant de pensée, mais aussi par les contacts entre militants et sympathisants de différentes générations.
Ces idées sont ainsi diffusées dans un premier temps dans les revues liées, en France, à la Nouvelle droite, tandis que l'existence, dans ce même pays, du Club de l'horloge, assure une certaine porosité des milieux et des idées avec certains groupes de la droite parlementaire française.